# Pieds-noirs
Pour les articles homonymes, voir Pieds-Noirs (homonymie).
Le terme « pieds-noirs » désigne les Français installés en Algérie — et, par extension, les Français d'ascendance européenne — installés en Afrique française du Nord jusqu'à l'indépendance, c'est-à-dire jusqu'en mars 1956 pour les protectorats français de Tunisie et du Maroc, jusqu'en juillet 1962 pour l'Algérie française, et au-delà pour ceux qui y sont restés après l’indépendance des trois pays,.

## Définitions de «pied-noir»
Deux définitions qui s'opposent de « pied-noir » indiquent assez bien l'imprécision de ce terme.
D'après le Larousse, « pied-noir » (et « pieds-noirs ») est un nom et un adjectif qui signifie :

« Français d'origine européenne installé en Afrique du Nord jusqu'à l'époque de l'indépendance. »

D'après le Grand Robert de la langue française, « pied-noir » est un nom masculin, dont le sens moderne, apparu vers 1955, est

« Français vivant en Algérie (et considérant l'Algérie française comme sa patrie) ; puis Français originaire d'Algérie. Les pieds-noirs rapatriés - Au féminin : Une pied-noir (rare : Une pied-noire). »

Le seul groupe commun aux deux définitions est celui des Français d'Algérie descendants d'émigrants européens, et « rapatriés » dans les années 1960.

L'exclusion, par l'une ou l'autre définition, des rapatriés du Maroc et de Tunisie, ou des Juifs séfarades et des descendants d'autochtones de citoyenneté française « rapatriés » d'Algérie, reflète l'attitude d'acceptation ou de refus de l'expression « pied-noir » par les membres de ces groupes. Ainsi, selon Hubert Hannoun, écrivain, 

« L'expression de pieds-noirs ne peut être employée pour désigner les Juifs originaires d'Algérie. Les pieds-noirs sont les descendants de tous les Européens – majoritairement français – qui, à partir de 1830, se sont installés en Algérie pour en faire une colonie de peuplement. Les Juifs, eux, sont présents dans le pays dès le IIe ou IIIe siècle, donc bien avant les Français, et les Turcs. Leur histoire n'est pas celle des pieds-noirs. »

D'autre part, les deux définitions n'ont pas la même extension temporelle : le Robert réserve l'appellation aux personnes contemporaines de la guerre et du départ d'Algérie, alors que Larousse semble lui donner une valeur rétroactive.

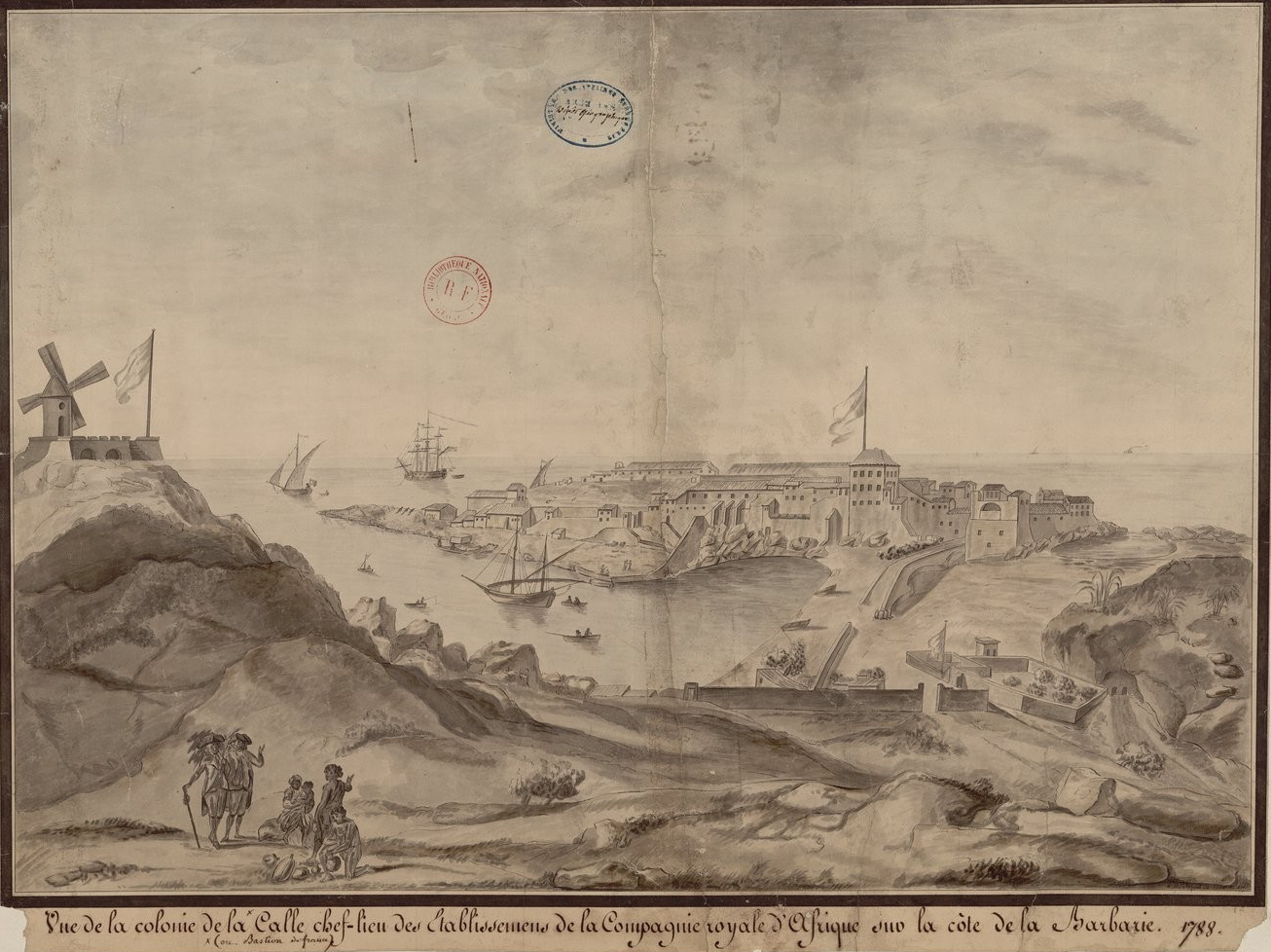
Vue de la colonie de La Calle, chef-lieu de la Compagnie royale d'Afrique sur la côte de la Barbarie, 1788.

Dès lors, selon la définition du Larousse, les colons installés dès 1560 dans les « possessions françaises sur la côte septentrionale de l'Afrique », telles que le Bastion de France et La Calle, sont considérés comme des pieds-noirs qui s'ignoraient.
L'origine de l'expression fait l'objet de plusieurs hypothèses.
Pour le Trésor de la langue française informatisé (TLFI), le mot, composé de « pied » et de « noir », est un surnom attesté dès 1901 et désignant alors un « matelot chauffeur sur un bateau à charbon ». Ce surnom viendrait du fait que les chauffeurs des bateaux à vapeur avaient l'habitude de marcher pieds nus dans la soute à charbon du navire. Ces chauffeurs étant souvent algériens, « pied-noir » a ensuite désigné, par extension, un Algérien. Cet emploi est attesté en 1917. Son emploi actuel n'est attesté qu'en 1955. En effet le terme aurait été « récupéré par les Européens d'Algérie à partir de 1955 » et « marque(rait) leur prise de conscience d'une identité propre : ni Algériens musulmans, ni Français de métropole ».
D'autres hypothèses ont été avancées :
- les premiers Européens arrivés en nombre au début de la colonisation étaient des militaires portant des chaussures de marche noires[9] ;
- après une journée dans les marais, la couleur des pieds des premiers colons qui ont cherché à assécher les marais de la Mitidja pour en faire une terre cultivable ;
- la coloration des pieds des viticulteurs lors du foulage du raisin, sachant que de nombreux Français d'Algérie vivaient de la production de vin[réf. nécessaire] ;
- une bande de jeunes Français du Maroc, amateurs de cinéma américain, se seraient eux-mêmes baptisés « pieds-noirs » en référence aux tribus amérindiennes de la Confédération des Pieds-Noirs. L'expression aurait ensuite franchi la frontière algéro-marocaine vers 1955[10].
- Dans le roman de l'écrivain provençal Henri Bosco, L'Enfant et la Rivière paru en 1945, l'enfant se fait traiter de « pied-noir » par sa tante à son retour d'une fugue. Le terme est employé au sens de va-nu-pieds, terme du vocabulaire rural provençal, en raison de la réputation de gens très pauvres qu'avaient les expatriés européens en Algérie.

## Distinctions

### Usage
Le terme « pied-noir » étant d'origine incertaine, son usage courant est donc générique et imprécis. Il convient par conséquent d'établir des distinctions pour en apprécier la portée. D'une part, certains membres de cette communauté considèrent l'appellation « pied-noir » comme péjorative, voire offensante, et lui préfèrent la dénomination, plus formelle, de « Français d'Algérie », beaucoup plus conforme à la réalité.
D'autre part, une partie des Juifs d'Algérie ne se considèrent pas comme « pieds-noirs »,. Ainsi Patrick Bruel ou Éric Zemmour, par exemple, se définissent eux-mêmes comme « juifs berbères » et considèrent le terme pieds-noirs comme inexact en ce qui concerne leur famille présente en Algérie bien avant l'arrivée des Français et même de l'islam, (bien que, par la suite - en particulier durant la campagne présidentielle de 2022 - Éric Zemmour a pu désigner sa famille comme étant pied-noir, alors qu'elle a quitté l'Algérie avant 1962). Au contraire, en 1987 l'emblématique Enrico Macias affirme que « les pieds-noirs, c'est pas seulement les catholiques, c'est aussi les musulmans et les israélites », car, selon lui, « toutes ces communautés forment la communauté nord-africaine ». Plus généralement, d'autres considèrent qu'à la suite du rapatriement, « ce terme  les intégr[e] dans une sorte de communauté de destin, mais surtout réaffirm[e] leur appartenance à la nation ou, à défaut, à la culture française ». Toutefois, au fil des ans, le terme perd de ses adeptes, et au milieu de la décennie 2000, la désignation de« juif séfarade » lui est préférée par près de la moitié de personnes sondées, les tenants de « juif pied-noir » étant en déclin, avec 10 % des répondants.

### Rapatriés d'Algérie et pieds-noirs
L'historien Abderahmen Moumen distingue trois grands groupes sociaux constituant les rapatriés d'Algérie :
- les Européens rapatriés d'Algérie : communément appelés pieds-noirs, ils sont de loin les plus nombreux. En 1962, environ 800 000 pieds-noirs quittent l'Algérie dont 512 000 entre les mois de mai et d'août ;
- les Juifs (berbères ou séfarades) rapatriés d'Algérie : souvent associés aux pieds-noirs, estimés à 120 000 en 1962, environ 110 000 s'installent en France en 1962 ;
- les Français musulmans rapatriés (FMR), aussi appelés FSNA (Français de souche nord-africaine) avant l'indépendance, puis souvent englobés sous le terme générique de « harkis », ils sont constitués de plusieurs groupes différents : anciens membres des forces supplétives (harkis, moghaznis, GMS…), militaires engagés ou appelés au côté de l'armée française et élites francisées (hauts fonctionnaires, membres du « double collège », députés, sénateurs…). Ils sont au nombre de 138 458 au recensement de 1968.

Dans l'usage courant « pied-noir » est un quasi-synonyme de « rapatrié d'Algérie ». « Rapatrié » fait référence à un statut administratif qui a concerné, à partir de 1962, les « Français d'Algérie » originaires des départements français d'Algérie et du Sahara au moment de l'indépendance de ces deux entités le 5 juillet 1962. Il a été utilisé par le gouvernement de l'époque pour masquer un véritable exode. À ce titre les pieds-noirs peuvent être considérés comme des exilés, des déracinés ou des expatriés.
Parmi les rapatriés d'Algérie, qui étaient tous de nationalité française, sont englobés la majorité des « Européens » et des Juifs séfarades et un nombre limité de « musulmans » (arabes et berbères), plus souvent désignés par le terme générique de harkis, c'est-à-dire ceux des militaires, anciens supplétifs de l'armée française, et leurs familles qui ont pu trouver asile en métropole. La différence de statut civique entre « Européen » et « harki » fait que le second n'est que supplétif de l'armée française (contractuel) et non membre à part entière de l'armée française. Il est à noter que quelques milliers de musulmans étaient citoyens de droit commun et ont donc conservé automatiquement leur nationalité française en 1962 (essentiellement des militaires, des caïds comme la famille du recteur actuel de la mosquée de Paris Dalil Boubakeur ou les parents de Yazid Sabeg, commissaire français à la diversité). La majorité des musulmans, citoyens de droit local, ont perdu leur nationalité française en 1962.
Les « Européens » rapatriés sont d'origine française (en provenance de toutes les régions de la métropole mais en particulier d'Alsace-Lorraine) ou étrangère (principalement d'Espagne, d'Italie et de Malte). La proportion d'étrangers monte en 1886 à 49 % des Européens d'Algérie, pour décroître après la loi sur les naturalisations du 26 juin 1889. En 1884, on recense un peu plus de 48 % d'étrangers parmi les 376 772 Européens, avec des différences notables selon les départements : 40 % dans le département d'Alger (56 751 étrangers et 84 816 Français), plus de 59 % dans le département d'Oran (84 881 étrangers et 58 085 Français — la proportion monte à 68 % pour la seule ville d'Oran), 43 % dans celui de Constantine (39 722 étrangers et 52 517 Français) (principalement d’Espagne mais aussi de Malte, d’Italie, d’Allemagne, de Suisse et d'Angleterre). Les motifs d'installation en Algérie des colons sont variés, attrait pour les concessions, incitation et facilité d'installation par les autorités françaises (en particulier Alsaciens-Lorrains, Allemands et Suisses), élévation du niveau de vie et fuite de la colonisation anglaise (Maltais), fuite de la guerre civile (guerres de succession d'Espagne 1833-1840 — à laquelle la France prend part — 1846-1849, 1872-1876, guerre d'Espagne 1936-1939), déportation des résistants au coup d'État du 2 décembre 1851 sous Napoléon III) ou annexion du territoire (Anglo-Maltais, Alsaciens et Lorrains à la suite de la guerre franco-prussienne de 1870). La politique d'assimilation de la France en Algérie se traduit par la naturalisation des étrangers à la suite du décret Crémieux de 1870 et la loi sur la nationalité du 26 juin 1889, les colons détenaient 90 % des meilleures terres agricoles (région d'Alger, Tiaret, Oran, etc.). Dans l’arrondissement d’Aïn Temouchent, par exemple, les Européens, soit 15 % de la population, possédaient plus de 65 % de l'ensemble des terres agricoles.

### Différences de statut entre les départements français d'Algérie-Sahara et protectorats de Tunisie-Maroc
La fin du protectorat français de Tunisie (1881-1956) et du protectorat français au Maroc (1912-1956) a entraîné en 1956 le rapatriement des Français de souche européenne. Ces deux pays étaient placés sous protectorat et ne relevaient pas du statut de colonie, alors que l'Algérie fait, de 1848 à 1962, partie intégrante du territoire national français.
Durant l'intervalle compris entre 1830 et 1848, la conquête de l'Algérie — ou plus exactement du protectorat ottoman nommé régence d'Alger — se poursuit et les nouveaux espaces conquis sont appelés « possessions françaises » : on parle alors de « colonies » et de « provinces » (1848). Après la création des départements français d'Algérie, cette France d'outre-mer avant la lettre disposait d'un statut plus proche d'un territoire tel que la Corse, sous statut métropolitain et acquis de la république de Gênes par la France en 1769, que d'une colonie.
En réaction aux premiers attentats indépendantistes marquant le début de la guerre d'Algérie (1954-1962), le 12 novembre 1954, Pierre Mendès France (Radical-Socialiste), président du Conseil s'adressant à l'Assemblée nationale, exprime clairement la distinction entre l'Algérie d'une part, la Tunisie et le Maroc d'autre part,,, :

« On ne transige pas lorsqu'il s'agit de défendre la paix intérieure de la nation, l'unité, l'intégrité de la République. Les départements d'Algérie constituent une partie de la République française. Ils sont français depuis longtemps et d'une manière irrévocable. Leurs populations qui jouissent de la citoyenneté française et sont représentées au Parlement ont d'ailleurs donné dans la paix, comme autrefois dans la guerre, assez de preuves de leur attachement à la France pour que la France, à son tour, ne laisse pas mettre en cause cette unité. Entre elles et la métropole, il n'y a pas de sécession concevable. Jamais la France, aucun gouvernement, aucun Parlement français, quelles qu'en soient d'ailleurs les tendances particulières, ne cédera sur ce principe fondamental. J'affirme qu'aucune comparaison avec la Tunisie ou le Maroc n'est plus fausse, plus dangereuse. Ici c'est la France. »

### «Français d'Algérie» et «Français de France»
Si le regard porté aussi bien par le Français métropolitain que par le nationaliste algérien, tunisien ou marocain sur la communauté pied-noire ne distingue pas - comme l'attestent la définition du Larousse et les attentats du FLN - dans cette société coloniale composite le métropolitain récemment installé (à l'image de l'instituteur Guy Monnerot originaire de Limoges venu enseigner dans un hameau algérien et victime de la Toussaint rouge en 1954 ou la pasteure Élisabeth Schmidt arrivée en octobre 1958 à la tête de la paroisse protestante de Blida-Médéa) du colon vivant depuis plusieurs générations (tel le général Edmond Jouhaud natif de Bou Sfer descendant de pionniers originaires de Limoges ayant émigré en Algérie et acteur du putsch des généraux en 1961), le pied-noir, lui, fait la distinction entre « Français d'Algérie » et « Français de France ».

### «Pieds-rouges», «pieds-gris» et «pieds-verts»
Le terme « pieds-rouges » désigne les pieds-noirs communistes révolutionnaires (membres du Parti communiste algérien extrêmement minoritaires, trotskystes ou maoïstes) et anticolonialistes qui ont soutenu le mouvement indépendantiste et/ou ont refusé le rapatriement pour demeurer en République algérienne. Cette expression est utilisée dans plusieurs ouvrages dont Le pied-rouge (1974) de Bernard Lecherbonnier, Le Pied-Rouge (1999) de François Muratet, Vergès : le maître de l'ombre (2000) de Bernard Violet, Les Russes du Kazakhstan (2004) de Marlène Laruelle et Sébastien Peyrouse ainsi que dans Algérie, les années pieds-rouges : Des rêves de l'indépendance au désenchantement, 1962-1969 (2009) par Catherine Simon.
Dans son ouvrage Parcours d'une intellectuelle en Algérie : nationalisme et anticolonialisme, Monique Gadant s'interroge sur l'origine de l'expression et en propose une définition : « d'où sort ce terme de pieds-rouges dont les Français sont subitement affublés ? Il est plutôt péjoratif car il est censé désigner des gens qui seraient venus en Algérie, dit-on, avec l'intention de ce pays comme banc d'essai de leurs théories révolutionnaires ou parce qu'ils auraient été frustrés d'une révolution qu'ils n'auraient pas pu faire chez eux ». En 1976, lors de l'émission Apostrophes, le célèbre humoriste et comédien, Guy Bedos s'adressant à Michel Jobert, pied-noir du Maroc et gaulliste de gauche, déclare « je suis pied-noir et rouge moi ».
Une autre expression dérivée de pieds-noirs désignerait les « petits pieds-gris, enfants issus de pieds-noirs et de métropolitains aux pieds blancs ». Une tout autre définition de « pieds-gris » est rapportée par le sociologue René Domergue dans L'Intégration des pieds-noirs dans les villages du Midi et le chapitre « C'est nous les vrais pieds-noirs : La Diversité pied-noire : Tunisiens, Marocains, Oranais, Bônois… » où l'auteur retranscrit la déclaration de Sabine :

« Je suis Pied-Gris. Je viens de Tunisie, je suis arrivée en 62. Je faisais partie de la masse des rapatriés. Je me suis d'abord assimilée à eux. Les pieds-noirs d'Algérie m'ont tout de suite fait savoir que non. Quand je disais je suis pied-noire, la personne en face de moi me disait : Oui mais d'où ? Quand je répondais « de Tunisie », elle me disait : Mais ceux de Tunisie ne sont pas des pieds-noirs. C'est pourquoi je me suis appelée pied-gris. »

Le terme « pieds-verts » utilisé pour la première fois en 1965, désigne les Européens, qui sont restés en Algérie après 1962. D'après Christian Beuvain et Jean-Guillaume Lanuque, « pieds-verts » est vraisemblablement une « référence à la couleur verte de l'islam et du drapeau algérien ».
En 2012, l'écrivain Francis Pornon a proposé de désigner « pieds-roses » les coopérants venus en Algérie jusqu'aux années 1980.

### «Les vrais pieds-noirs»
L'étude sociologique de René Domergue met en évidence à la fois les distinctions que font entre eux les rapatriés ainsi que les problèmes liés à l'évolution de la définition même de pied-noir. Ainsi le chercheur rapporte d'abord le cas de Marie, rapatriée installée dans les Cévennes ; alors qu'il lui demande si elle est pied-noire, celle-ci lui répond : « Non, pas du tout… Je suis née en Tunisie. Les Tunisiens ne sont pas des pieds-noirs. Le terme est réservé aux Algériens ». Dans un second temps, s'intéressant aux rapatriés du Maroc, l'un d'entre eux prénommé Raymond, affirme au sociologue : « Je suis pied-noir. […] Je suis né au Maroc, en 1947. C'est nous les vrais pieds-noirs. […] Le mot pied-noir était connu au Maroc bien avant d'être connu en Algérie. Je l'ai toujours entendu, bien avant 62 ».
Enfin, recueillant le point de vue de rapatriés israélites séfarades, la fille d'un couple d'entre eux, Corinne, déclare : « Je récuse le terme [pied-noire]. Je me sens d'origine africaine. Pied-noir est un terme inventé par les métropolitains. L'identité de ma famille n'est pas là. Nous sommes Français juifs d'Algérie. Nous n'avons pas du tout la même culture que les non-juifs ».

## Origines du terme

### Apparition

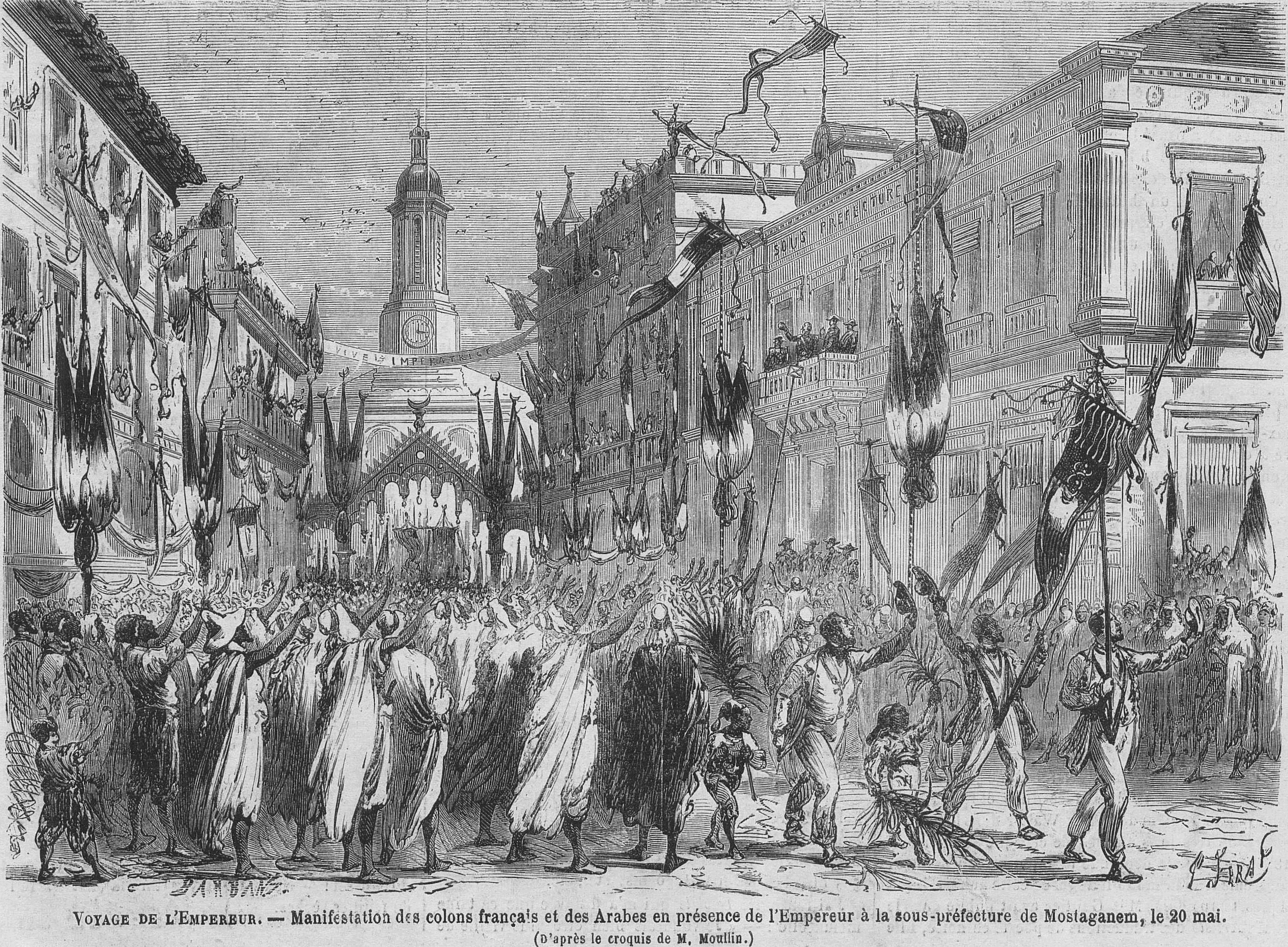
L'empereur Napoléon III salue les « colons français et les Arabes » depuis le balcon de la sous-préfecture de Mostaganem (département d'Oran) lors de sa visite officielle en Algérie le 20 mai 1865. Croquis de M. Moulin paru dans Le Monde Illustré, 1865.

L'apparition de ce terme pour désigner les Français d'Algérie est datée, selon Paul Robert, qui était lui-même pied-noir, de 1955.
Pour d'autres, ce terme aurait déjà été en usage vers 1951-1952, dans les casernes en Métropole, bien avant de parvenir en Algérie, pour désigner les recrues françaises originaires d'Afrique du Nord. Il n'y avait en Algérie, avant la guerre d'indépendance, aucun sobriquet d'usage courant pour désigner les Français d'Algérie eux-mêmes, si ce n'est les appellations d'« Algériens » ou de « Nord-Africains », désignant alors seuls les Français d'Algérie ou d'Afrique du Nord, alors que les autochtones étaient désignés comme « Arabes », ou « musulmans ». Avant et durant la guerre de 14-18, le terme péjoratif d'arbicot était utilisé dans les casernes à l'encontre des Français d'Algérie et celui de bicot à l'encontre des musulmans ; ce dernier est resté dans un certain langage raciste et il convient de noter qu'il ne fut pas pratiqué par les Français d'Algérie ; de leur part, un sobriquet nettement moins insultant était le terme de tronc ou tronc de figuier, pour évoquer l'habitude des indigènes de bavarder longuement sous un arbre. À noter que les musulmans parlaient de gaouris ou roumis en référence à la période romaine pour les chrétiens et de judis pour les juifs.
Certains pieds-noirs se considéraient à une époque comme les « vrais Algériens », excluant les musulmans (algériens) qu'ils considéraient comme « Indigènes ». Ainsi on rapporte un dialogue entre un étudiant d’Alger et une étudiante métropolitaine lors du Congrès de l’UNEF en 1922 :

« — Ainsi, vous êtes Algérien…, mais fils de Français, n’est-ce-pas ?
— Bien sûr ! Tous les Algériens sont fils de Français, les autres sont des Indigènes, ! »

Cependant, après la Seconde Guerre mondiale, les pieds-noirs ont commencé à éviter d'utiliser ce terme afin de ne pas être confondus avec les travailleurs indigènes (algériens) venus en métropole,.
L’écrivain kabyle Mouloud Feraoun décrit ce double langage dans son roman Les Chemins qui montent :

« C’est nous les Algériens, disent-ils aux Français de France. L’Algérie, c’est nous. Voyez ce que nous avons fait. Remerciez-nous, Messieurs de France, et ne vous avisez pas de nous juger. Malheureusement, ils ne tiennent pas le même langage avec nous. Dès que nous leur disons que nous sommes Algériens nous aussi, ils nous rétorquent : - Vous en êtes ? C’est bon. Tas d’Indigènes, que supposez-vous ? Nous sommes Français, nous. Arrière, et garde à vous! Vous voulez nous f… à la mer, bande d’infidèles et d’ingrats. Mère patrie, du secours, ! »

Les Français d'Algérie, au contraire, utilisaient de leur côté plusieurs surnoms pour désigner les Français de métropole tels que « Français de France », « Frangaoui » ou encore « Patos ».
Le surnom de « pieds-noirs » semble n'être parvenu en Afrique du Nord qu'après 1954, peut-être apporté par les soldats métropolitains venus en nombre. Toutefois, son usage ne s'est vraiment répandu en Algérie que dans les toutes dernières années de la présence française et surtout en métropole, après l'exil.
Quoi qu'il en soit, les premières attestations certaines de ce terme, dans cette acception, sont à ce jour les suivantes :
- en 1957, dans un roman de Georges Damitio intitulé Les Pieds-noirs, publié par les éditions Albin Michel ;
- en juin 1960, dans le « Bloc-Notes » de François Mauriac dans l'Express ;
- en septembre 1961, dans une étude intitulée « Les Pieds-noirs » parue dans la Revue des deux Mondes.

### Explications proposées

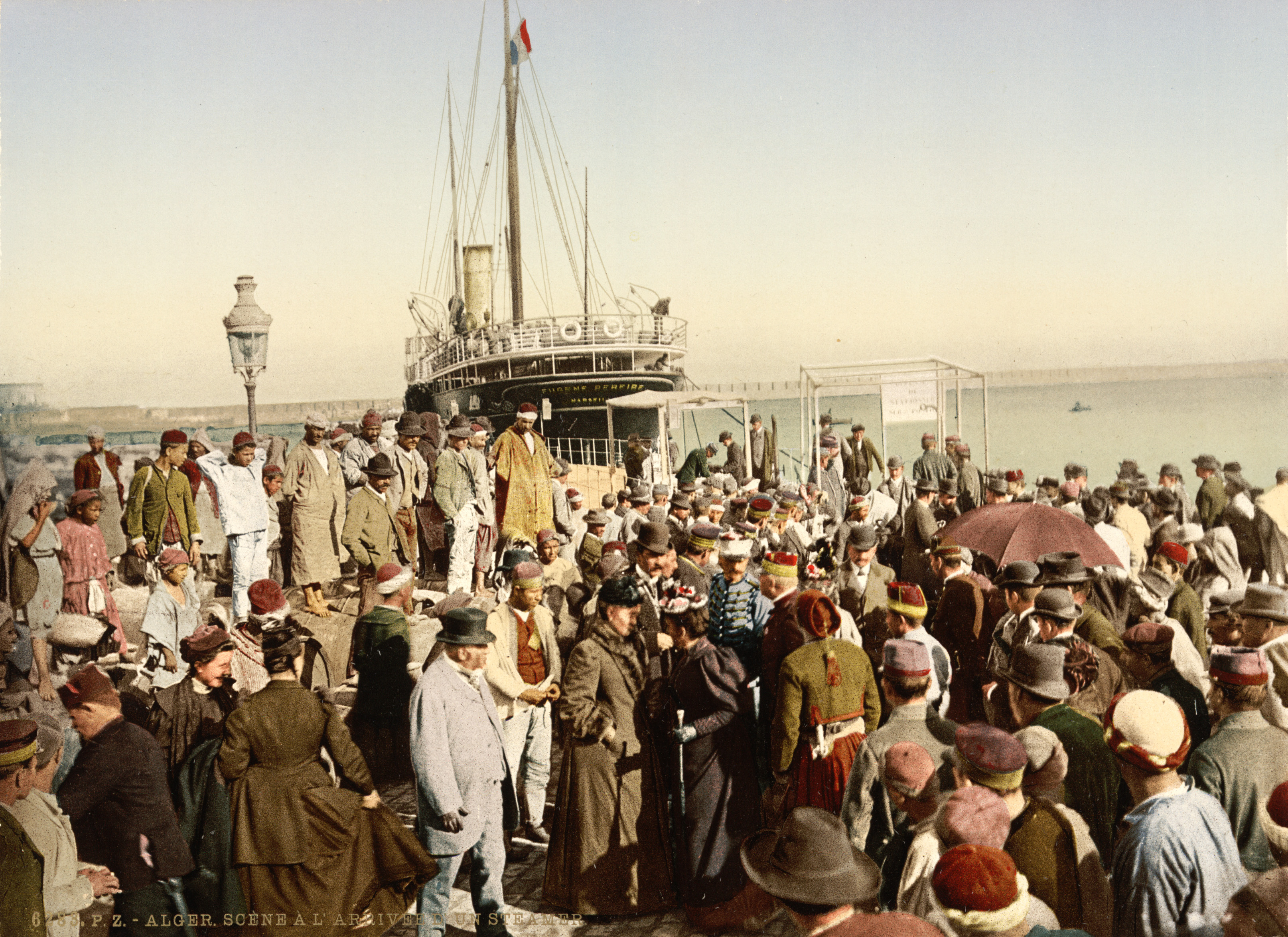
Alger, scène à l'arrivée d'un bateau à vapeur. Circa 1899.

Emblème pieds-noirs utilisé par les associations.

Des explications plus ou moins crédibles, probablement imaginées après coup, ont alors été avancées : allusion aux souliers supposés vernis ou aux bottes noires des premiers immigrants ou aux brodequins noirs des soldats de l'armée d'Afrique, aux jambes des colons, noircies en défrichant les marécages, aux « Arabes » soutiers sur les bateaux à vapeur traversant la mer Méditerranée et aux pieds nus salis par le charbon, etc. L'historien algérois Xavier Yacono recense ces explications fantaisistes et évoque même les amérindiens pieds-noirs (Black-Feet) d'Amérique, qui auraient été présents dans les contingents américains qui débarquèrent en Afrique du Nord en 1942. Toutes ces explications sont probablement fausses puisque, si elles étaient vraies, la dénomination de « pieds-noirs » aurait été connue en Algérie, bien avant la guerre d'indépendance. De plus, les populations arabes ou berbères avaient plusieurs mots dans leur langue pour désigner les colons européens (rwama, « chrétiens » ou roumis, littéralement « Romains ») et n'avaient aucune raison d'utiliser cette expression alors qu'ils ne parlaient pas le français à cette époque.
Selon Guy Pervillé « Pieds noirs » (pieds sales) était l’un des nombreux sobriquets injurieux attribué aux « Arabes » par les Européens d’Algérie ; mais son application à ces derniers – peut-être par des métropolitains mal informés – est attestée peu avant 1954 »,. Selon un article récent « Vous avez dit pieds-noirs », paru dans le magazine Pieds-noirs d'hier et d'aujourd'hui de janvier 1999, on explicite l'origine de ce sobriquet utilisé dans le jargon de la marine, mécanisée dès la fin du XIXe siècle : les marins d'Algérie habitués aux températures torrides auraient été affectés aux machines à charbon, comme les « gueules noires » des mines, tandis que les marins métropolitains, armés de l'écouvillon pour graisser les canons, se seraient vu baptiser bouchons gras puis à terre : les patos » de l'espagnol « canard », à cause de leur démarche chaloupée acquise sur le pont par suite du roulis. Une photographie de 1917, portant cette mention, y est insérée. Cette dernière explication est peut-être valable pour le mot « patos », très utilisé sur place avant 1949, mais vraisemblablement pas pour le terme « pied-noir » qui était rigoureusement inconnu à Alger jusque vers le milieu des années cinquante. Précisément une explication moins connue concorde avec cette datation. C'est celle d'un article de l'Express naissant, dans laquelle l'auteur se livre à une vive diatribe contre les habitants français d'Algérie, les comparant aux Indiens de la tribu des Pieds-Noirs tels qu'ils sont montrés de façon caricaturale par Hergé dans Tintin en Amérique, oisifs profiteurs du pétrole découvert sous leurs terres[réf. nécessaire]. Le cliché dénoncé par Albert Camus du colon milliardaire fumant le cigare à bord de sa Cadillac viendrait de ce même article. Il semble en fait que le terme vienne du Maroc où les militaires français désignaient au début du XXe siècle les « petits blancs » (colons paysans vivant en sandales et qui avaient donc les pieds sales) qui s'opposaient à toute velléité d'indépendance.
Ce n'est que tardivement que les intéressés eux-mêmes, à l'heure où leur destin était menacé, s'en sont saisis, au tout départ les étudiants d'Alger, pour en faire l'étendard de leur identité, comme en témoignent les noms de nombreuses associations.

## Communauté pied-noire

### Français d'Algérie et du Sahara (1830-1962)

#### Européens français et étrangers
Les pieds-noirs d'Algérie représentaient au moment de l'indépendance une population d'environ un million de personnes.

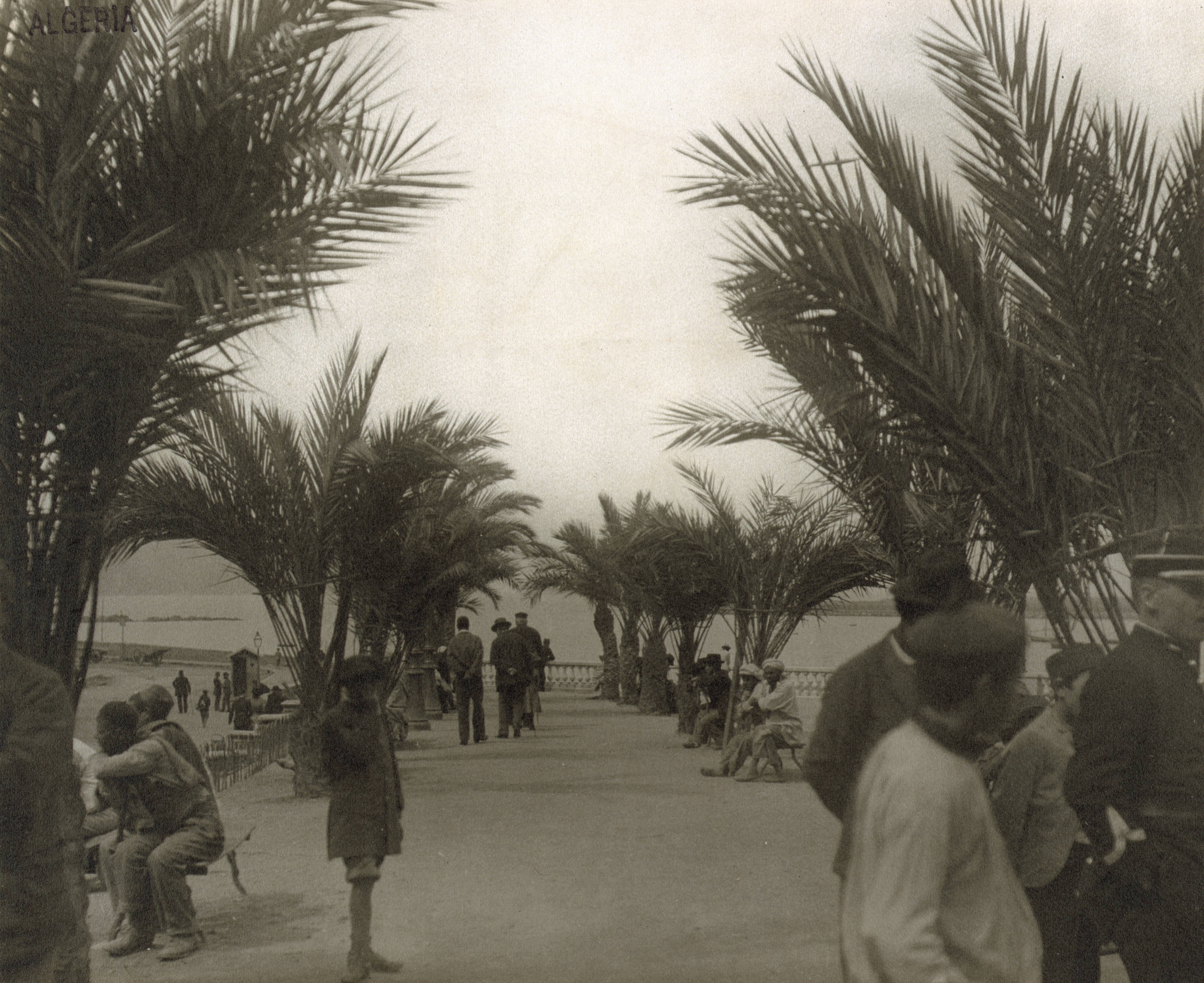
Le parc de Philippeville est fréquenté par une population mixte, ca 1860-1900.

La communauté européenne résultait du brassage de populations d'origines européennes variées mais à forte dominante méditerranéenne : Français dont des Alsaciens et des Lorrains (dont une partie expatriée après la défaite de 1870 et l'occupation allemande), migrants des départements méridionaux, Corses, mais aussi des Espagnols (majorité étrangère), Anglo-Maltais (Malte étant une colonie britannique), Italiens, Allemands, Suisses et Anglais.

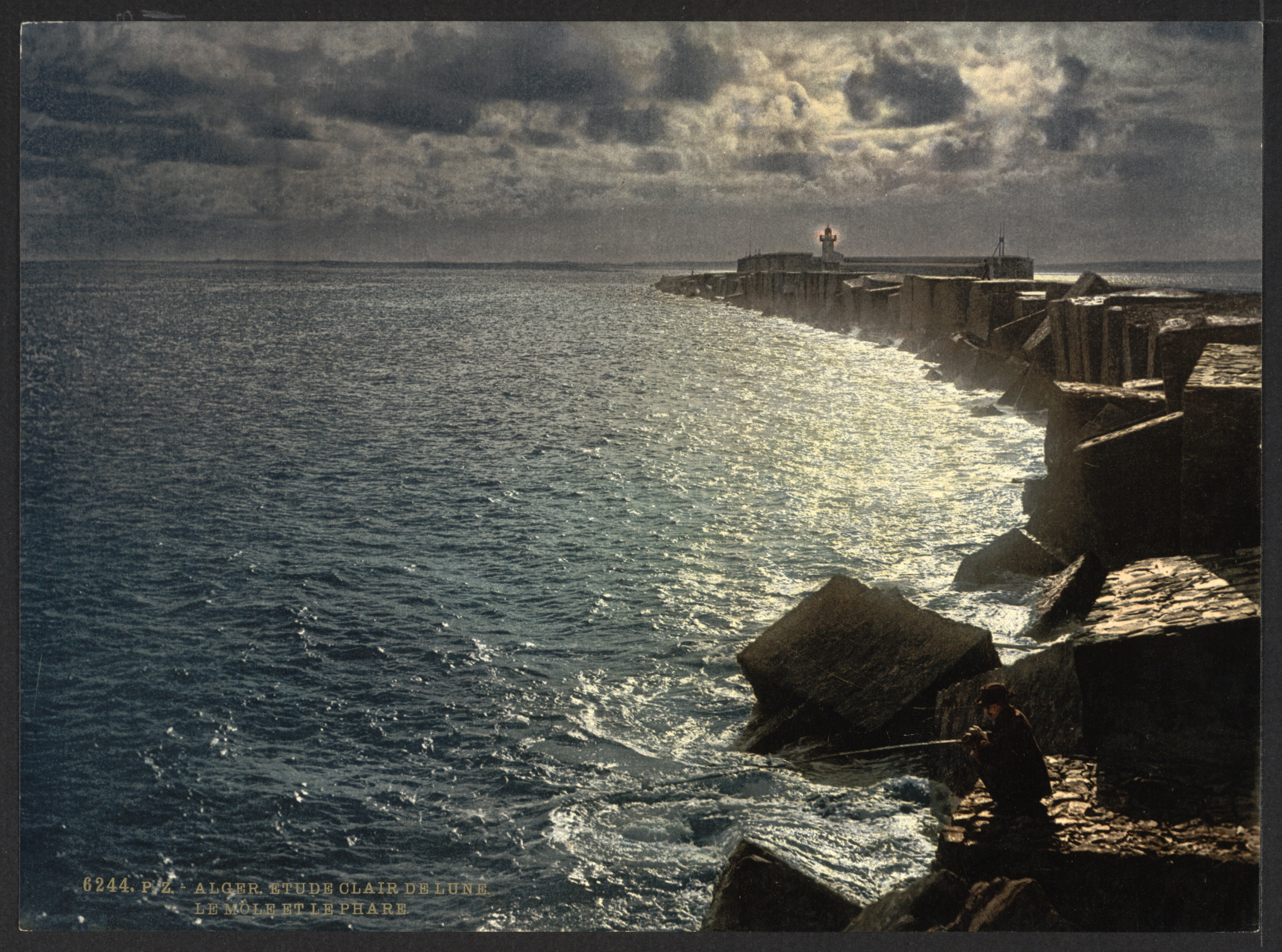
Un pêcheur pied-noir sur le môle, au fond le phare d'Alger, ca 1899.

Jules Ferry à ce sujet, le 28 juillet 1885, lors d'un débat à la Chambre des députés : 
« Les colons doivent être recrutés non seulement parmi les Français, mais aussi parmi les étrangers, notamment les Allemands, aux qualités solides, les Maltais et les Mahónnais, moins recommandables, mais s'adaptant facilement au pays. Du reste il serait imprudent de se montrer exigeant sur la qualité là où on a besoin de la quantité. »

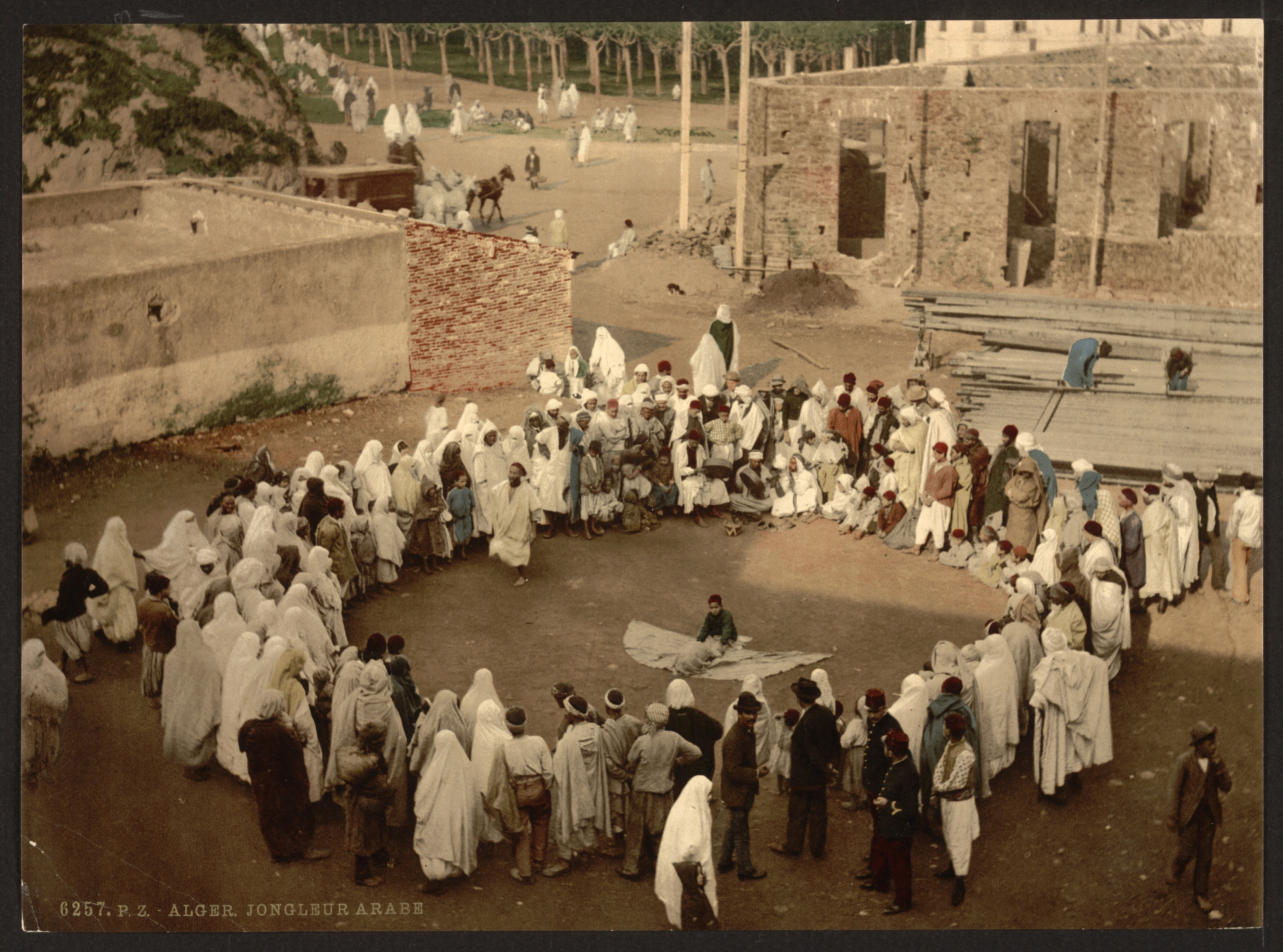
Un jongleur arabe à Alger, deux soldats français en uniforme (en bas) s'approchent de trois colons pieds-noirs en habits bruns et chapeaux mous. Vers 1899.

Une des premières communautés à s'installer en Algérie dès le début de la colonisation, fut celle des Espagnols originaires des Baléares. L'arrière-garde du corps expéditionnaire français était stationnée à Mahón sur l'île de Minorque. Les habitants de Mahón furent donc les premiers à s'embarquer avec les navires français dès la conquête de 1830. Ces Mahonnais marquèrent profondément la région de l'Algérois et fut une communauté spécialisée dans la production de primeurs. Cette immigration fut la plus forte entre 1830 et 1845. Cette communauté s'intégrera rapidement grâce au service militaire et à l'école.

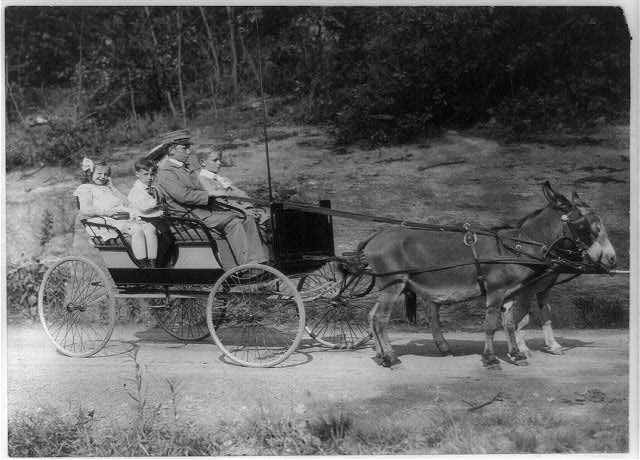
Les premiers pieds-noirs sont les enfants des militaires français débarqués en 1830. Ici trois enfants et un jeune cocher sur un chariot tiré par deux ânes communs, ca 1905.

Si les migrants de nationalité française étaient majoritaires, les étrangers formèrent longtemps un pourcentage important de cette population jusqu'à atteindre 49 % en 1886. Après la loi de naturalisation automatique de 1889, leur nombre diminuera rapidement. Cette intégration des pieds-noirs, qui n'était pas évidente au début de la colonisation (certains politiciens locaux parlèrent de « péril étranger ») tant les tensions étaient fortes entre les Français et les étrangers européens d'une part, entre les Européens locaux et les Juifs d'autre part, a probablement été favorisée par deux facteurs :

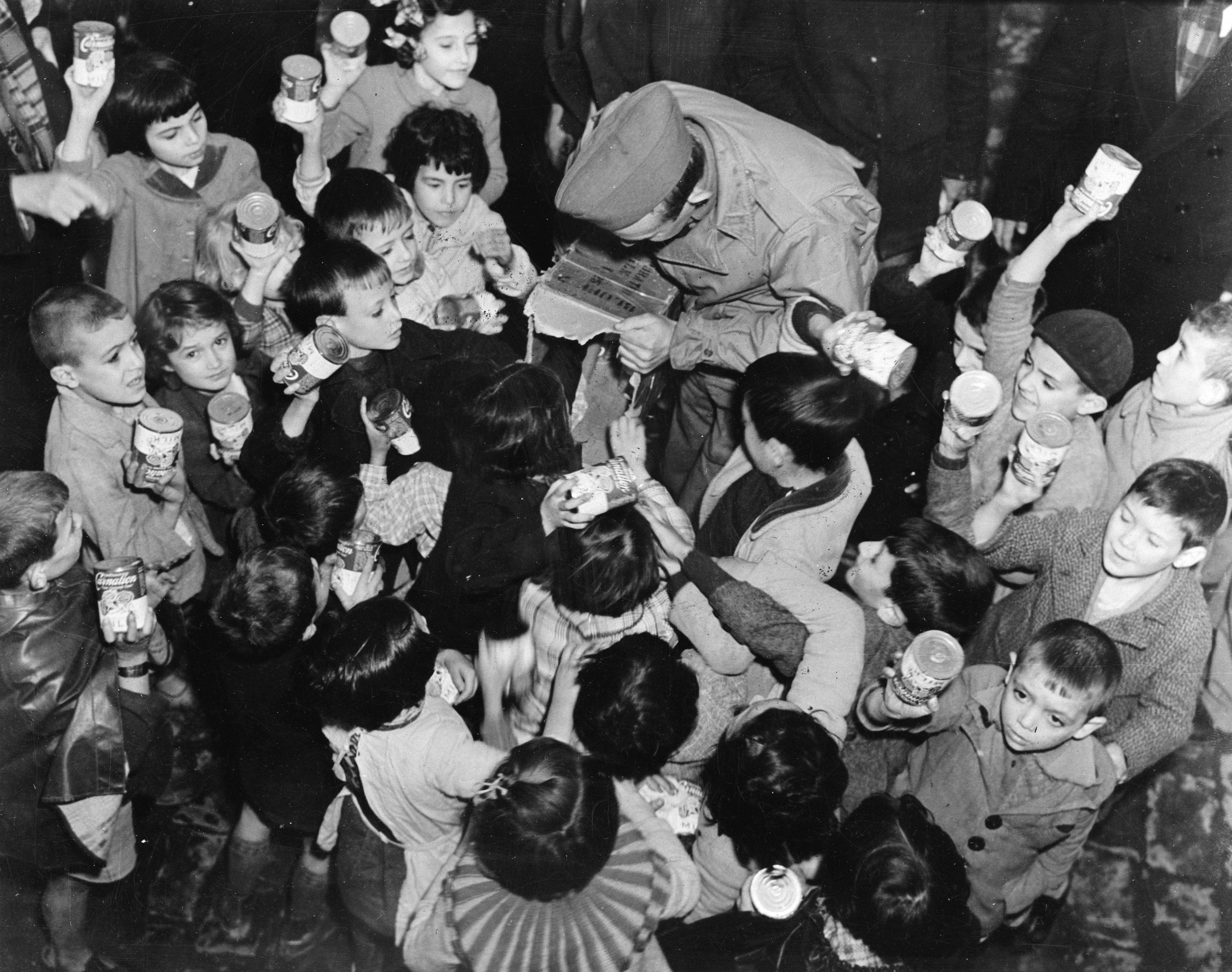
Un sergent américain distribue du lait en conserve (rations militaires) à des enfants pieds-noirs d'Oran, après le débarquement de l'opération Torch, ca fin 1942.

- Un sergent américain distribue du lait en conserve (rations militaires) à des enfants pieds-noirs d'Oran, après le débarquement de l'opération Torch, ca fin 1942.la politique du gouvernement français qui, inquiet à une certaine époque de voir l'élément français débordé démographiquement, a pris des mesures pour naturaliser de façon automatique les enfants d'étrangers nés sur le sol algérien (lois de 1889 et 1893) et accorder en bloc aux juifs, qui avaient accueilli les Français en libérateurs en 1830 et avaient depuis lors massivement adopté la culture française[40], le statut de citoyens français (décret Crémieux de 1870).
- le sentiment d'une communauté de destin face à la population indigène musulmane dans un système colonial.

Par contre, aucune fusion ne s'est produite avec les Algériens issus de la culture musulmane alors désignés sous l'expression générique de « Français musulmans ». Cela résulte au fait que les autorités musulmanes ont donné l'ordre aux musulmans algériens de refuser la citoyenneté française à cause de la barrière de la religion dans une population islamisée de longue date.

#### Protestants d'Algérie
Les descendants des colons français (alsaciens, mosellans, vaudois et protestants des Hautes-Alpes, cévenols, dauphinois…), suisses, italiens vaudois, néerlandais, britanniques et allemands de confession protestante (réformés et luthériens), arrivés depuis 1830, formaient la communauté protestante d'Algérie, composée de 21 paroisses protestantes et 8 000 fidèles (très majoritairement nés en Algérie) en 1960. Une minorité était méthodiste du fait d'une influence américaine.

#### Juifs séfarades
S'y ajoutait la communauté juive plus anciennement installée, les Juifs toshavim berbères (antérieurs à la conquête arabe au VIIe siècle), et les Sépharades chassés d'Espagne à la fin du XVe siècle. Cette communauté fut entièrement acquise à la présence française après le Décret Crémieux ; elle en avait adopté la culture et avait pris part aux combats de 1914-1918 et 1939-1945.

### Français de Tunisie (1881-1956)
Au 1er février 1956, la population de la Tunisie s'élevait à 3 783 169 habitants dont 255 324 Européens (180 440 Français et 66 910 Italiens). La population agricole représentait 10 à 12 % de l’ensemble de la population française de Tunisie, le reste, 80 %, étant constitué de tous les corps de métiers qui relèvent habituellement de la vie en société : fonctionnaires, artisans, commerçants, professions libérales, militaires, etc..

## Les pieds-noirs et leurs descendants aujourd'hui
D’après une enquête de l'IFOP, les pieds-noirs ainsi que les personnes revendiquant une ascendance pied-noir, c’est-à-dire ayant au moins un parent ou un grand-parent pied-noir, sont au nombre de 3,2 millions en 2012.

## Histoire

### De l'Algérie française à la guerre d'Indépendance (1848-1954)
La population européenne d’Algérie s’affirme dès la décennie 1830 comme à dominante urbaine, à l’inverse de la masse musulmane villageoise. Elle le restera jusqu’en 1962, vivant majoritairement dans les villes côtières de la Méditerranée (Alger, Oranie, Bône, Mitidja…). Alger et Oran seront en effet pendant longtemps des villes très majoritairement Européennes, dans lesquelles les deux communautés se côtoient sans se mélanger. Contrairement à ce que souhaitait l’administration française, qui tente en vain, par la colonisation rurale de peupler le pays par des Européens du Nord (Suisses, Allemands…), ce sont à Alger des Méditerranéens tout proches, Maltais et Mahonnais fuyant la misère, la surpopulation et attirés par de possibles bonnes affaires à mener, qui dès 1830 débarquent, suivis par des Espagnols, Italiens, Provençaux et Corses, viticulteurs languedociens ruinés par le phylloxéra, Alsaciens et Mosellans fuyant les Allemands, ouvriers parisiens au chômage, etc. En 1881, la population Européenne d'Algérie se compose ainsi : 195 418 Français (Français d’origine plus Juifs naturalisés), 114 320 Espagnols (essentiellement Valenciens), 33 693 Italiens, 15 402 Maltais et 26 529 ressortissants d’autres nationalités (Allemands, Suisses, Belges, Portugais…). Si l’Oranie, à l’Ouest, est majoritairement espagnole, Bône et le Constantinois, à l’Est, davantage italo-maltais, le département d’Alger, au centre, le plus français, est aussi le plus représentatif des diverses migrations.
Mais tous ou presque ont vocation à perdre leur nationalité d’origine pour devenir Français. La politique assimilatrice de la Troisième République (1870-1940) pousse, avec la scolarisation, le taux relativement élevé de mariages mixtes et les multiples contacts spontanés propices à une fusion progressive, à la naissance d’une nouvelle composante de la nation française : le peuple français d’Algérie, plus tard appelé pied-noir. C’est d’abord le décret Crémieux, promulgué dès les premiers jours du régime, le 24 octobre 1870, qui naturalise collectivement en échange d’un renoncement à leur loi traditionnelle, les Juifs des trois départements d’Algérie, autrefois sujets « indigènes ». Enfin et surtout, autre disposition essentielle de cette période charnière dans l’histoire de l’Algérie française, l’application aux Européens de la loi du 26 juin 1889 sur le droit du sol, aurait créé sur tout le territoire plus de 150 000 Français en moins de 30 ans. Un faubourg comme Bab-el-Oued (Alger) voit ainsi sa population de nationalité espagnole passer en 25 ans de majorité (54 %) à minorité (36 %), entre 1876 et 1901.
C'est à la fin du XIXe siècle que les Européens d'Algérie (les « pieds-noirs ») prennent conscience de leur unité, à l’heure où le nombre de naissances sur place dépasse celui des nouveaux arrivants. Le Français Marius Bernard, en voyage en Algérie dans les années 1890, parle, comme beaucoup d'autres à la même époque, de l'éclosion d'une « nouvelle race », latine essentiellement :

« De temps à autre, passent, libres d’allure et fièrement campées sur les hanches, de jeunes femmes brunes, à la physionomie très méridionale, au type panaché de Provençal, de Maltais et d’Espagnol. Le soleil de l’Afrique semble faire couler sa chaleur dans leurs veines et mettre sa flamme dans leurs yeux. Comme ces fleurs qui, en poussant à côté d’autres fleurs, prennent quelque chose de leur coloris et de leurs arômes, elles paraissent avoir emprunté à la femme arabe un peu de sa fierté, un peu de sa beauté sauvage. Ce sont des Algériennes [au sens de Européennes d'Algérie]. Lentement, en effet, il se forme ici une France nouvelle, une famille particulière issue du mélange du sang étranger avec le nôtre, une race à laquelle la terre qui la voit naître imprime un sceau caractéristique. […] Au moral ainsi qu’au physique ils forment une nouvelle variété de l’espèce humaine, variété hardie, entreprenante, dédaigneuse des conventions et des préjugés, accueillante et cordiale, joviale et communicative, au total essentiellement sympathique ».

À cette époque, ces Européens d'origine se disent « Algériens ». Il faut attendre les dernières années de la guerre d'Algérie pour que l'expression péjorative « pieds-noirs » commence à être vraiment utilisée.
Sur la condition sociale des Européens d'Algérie au XIXe siècle, l'historien Pierre Darmon écrivait récemment :

« La population européenne d’Algérie n’a aucun point commun avec celle des autres colonies où de riches planteurs vivent du travail d’une main-d’œuvre servile ou indigène nombreuse et misérable. Elle ressemble davantage à celle des autres pays méditerranéens. Les grands propriétaires terriens et les grandes exploitations capitalistes existent, certes, mais le phénomène reste limité et passe encore inaperçu aux yeux du voyageur. En revanche, les petites gens et les petits métiers sont pléthore. On est frappé par l’agitation fébrile qui règne dans les milieux populaires urbains ».

Quant à l’historien Juan Bautista Vilar, il écrit au sujet des immigrés Espagnols, « pépinière de main-d’œuvre » dont la France avait besoin pour construire l’Algérie : « Pendant la conquête et jusqu’au début du XXe siècle, la réticence massive de la population autochtone à collaborer avec l’occupant européen a rendu indispensable le recours à une main d’œuvre importée ». Ces Espagnols s'emploieront en particulier dans l'industrie du bâtiment, comme ouvriers agricoles ou comme boulangers.
Quant aux colons, qui représentaient moins de 10 % de la population pied-noir, ils n'étaient pour la plupart que de modestes paysans. Ainsi des vignerons, dont seulement 10 % possédaient plus de cinquante hectares de terre, et, beaucoup, moins de dix hectares. Mais il est vrai que le modèle de la petite colonisation connaît un échec relatif, qui s’accentue après la Première Guerre mondiale au profit d’une concentration des terres et de la grande propriété. C'est le cas de la Mitidja, où seulement 300 propriétaires de plus de 100 hectares (les fameux « gros colons ») détiennent plus de 60 % des terres de colonisation, quand ceux de moins de 10 hectares, qui représentent pourtant le tiers des propriétaires, n’en contrôlent que 2 %.
Enfin le revenu de la très grande majorité des Français d’Algérie, dans les années 1950, bien que supérieur à celui des musulmans, est encore inférieur de 20 % au revenu moyen des Français de Métropole.
Les pieds-noirs votaient en Algérie en général au centre, du centre-gauche (une gauche essentiellement patriote et républicaine, bien que socialistes et communistes fissent eux aussi des scores respectables) à la droite classique – bien qu’une extrême-droite radicale et antisémite ait effectivement prospéré dans les années 1930, en Oranie surtout. Alger, la capitale, abritant une forte population ouvrière, était traditionnellement plutôt une ville de gauche. L’historien Jacques Binoche explique même que la quasi-totalité des parlementaires élus par les Français d’Algérie entre 1871 et 1914, siégeaient à gauche, ce dernier allant jusqu’à qualifier l’Algérie de ce temps de « bastion du régime » républicain, tandis qu’en juin 1936, ouvriers Européens et Musulmans, hommes et femmes, défileront ensemble pour le Front populaire, les congés payés et la semaine de quarante heures. Rien de très original donc, dans le comportement politique des pieds-noirs, hormis des tensions raciales plus fortes qu’ailleurs du fait du contexte multicommunautaire, de l'antisémitisme, et de la crainte d'une émancipation politique des musulmans d'Algérie. Car la montée du nationalisme arabe, puis la guerre d’Algérie et l’exode de 1962 contribueront à une « droitisation » progressive des pieds-noirs.
Les pieds-noirs, qui développeront en Algérie un patriotisme français assez sourcilleux, participeront en grand nombre, au sein de l'armée d'Afrique, à la Libération de la France lors de la Seconde Guerre mondiale. Les taux de mobilisation des Européens d’Afrique du Nord en 1944/1945, entre 16 et 17 % de la population active, dépassent en effet les plus forts taux de mobilisation de la Première Guerre mondiale. En tout, il y aura 170 000 hommes mobilisés, dont 120 000 pour la seule Algérie (pour une population d'à peine 1 000 000 d'habitants). Ces hommes se battront pendant trois ans au moins, en Tunisie, en Italie, en Corse, avant de venir libérer une bonne partie de la Métropole française (Débarquement de Provence), jusqu’en Alsace. Ce fort sentiment patriotique caractéristique des pieds-noirs est attesté par de nombreux historiens. Ainsi, Pierre Darmon, dans une récente étude peut écrire : « En 1939, les conscrits algériens sont partis en guerre le cœur léger et avec la volonté d’en découdre avec les « Boches » alors que les métropolitains ont bouclé leur paquetage avec une résignation docile. Le contrôle postal confirme cet état d’esprit. Des lettres de soldats que ronge l’inaction sont émaillées d’envolées patriotiques ». Un autre historien, Frédéric Harymbat, écrit qu'au lendemain du débarquement allié de novembre 1942, Alger « connaît comme toute l'Afrique du Nord une mobilisation sans précédent de sa population d'origine européenne, les jeunes des Chantiers devançant l'appel en masse au grand étonnement des autorités qui sont complètement débordées par l'afflux de volontaires ».

### Guerre d'Algérie (1954-1962)

#### Répartition démographique contrastée et idée de partition de l'Algérie
En 1959, les pieds-noirs étaient 1 025 000, soit 10,4 % de la population vivant en Algérie. Leur poids relatif était en baisse après un maximum atteint de 15,2 % en 1926. La démographie en pleine expansion de la population musulmane contribuait à cette situation. Toutefois, la distribution de la population résultait en des régions à forte concentration de pieds-noirs. Bône (Annaba), Alger, et surtout l'Oranie. La population d'Oran était européenne à 49,3 % en 1959.
De cette répartition démographique inégale découle, en 1961, le plan de partition de l'Algérie soutenu par le Premier ministre d'Israël David Ben Gourion puis le député UNR Alain Peyrefitte :

« On regroupe entre Alger et Oran tous les Français de souche, avec tous les musulmans qui se sont engagés à nos côtés et veulent rester avec nous. On transfère dans le reste de l'Algérie tous les musulmans qui préfèrent vivre dans une Algérie dirigée par le FLN. […] On pourra partager Alger, comme Berlin ou Jérusalem : la Casbah d'un côté, Bab El-Oued de l'autre, une ligne de démarcation au milieu. »

Mais le projet est finalement rejeté par le président de Gaulle :

« […] Vous imaginez ça ! Les pieds-noirs veulent que notre armée les défende, mais ils n'ont jamais éprouvé le besoin de se défendre eux-mêmes ! Vous les voyez se poster à leurs frontières pour prendre la relève de l'armée française ? […] En Algérie, les Arabes ont l'antériorité ; tout ce que nous avons fait porte la tâche ineffaçable du régime colonial ; le foyer national des Français d'Algérie, c'est la France. »

Le même De Gaulle déclarant après le 19 mars, toujours selon Peyrefitte, que « l'intérêt de la France a cessé de se confondre avec celui des pieds-noirs ».

#### Terrorisme
À partir du 1er novembre 1954, date dite de la Toussaint rouge, l'Algérie plonge dans la violence. Les revendications indépendantistes de mai 1945 d'une minorité de la population musulmane (marquée par la répression de Sétif dans le Constantinois) ne marquèrent pas une rupture criante entre les Algériens issus d'une culture musulmane et les pieds noirs européens et juifs ; c'est à partir des attentats d'août 1955 dans le Constantinois que l'Algérie s'enfonce véritablement dans le chaos. Les massacres de plusieurs centaines de pieds-noirs et de musulmans modérés perpétrés par le FLN le 20 août 1955 dans la région de Constantine, notamment à Philippeville et à El-Halia, auront une incidence lourde sur la suite du conflit. En France, les images de ces événements sont pourtant censurées[réf. nécessaire]. À l'époque, on parle d'« événements » pour qualifier un conflit qui évolue petit à petit en une véritable guerre civile (par exemple, rôle des harkis, des moghaznis et des fonctionnaires du côté des communautés musulmanes en faveur de l'Algérie française, puis plus tard en 1960, formation de l'OAS).

#### «Je vous ai compris!»
Beaucoup de pieds-noirs se sentirent trahis par l'attitude du président Charles de Gaulle. L'ambiguïté du « Je vous ai compris », prononcée sur le forum d'Alger le 4 juin 1958 devant des communautés qui fraternisent, et surtout les phrases « Vive l'Algérie française ! » et « La France est ici, avec sa vocation. Elle est ici pour toujours », proclamées respectivement à Mostaganem et Oran le 6 juin, trompent les pieds-noirs, ainsi que les affiches de propagande insistant sur « 10 millions de Français à part entière ». La même année, les élections de septembre aboutissent à l'approbation de la nouvelle Constitution et les élections de novembre permettent aux départements d'Algérie d'élire leurs députés à l'Assemblée nationale.
Cependant, des discours et textes laissaient présager dès 1943, année des accords de l'indépendance au Liban, l'opinion de De Gaulle sur la future indépendance de l'Algérie[réf. nécessaire]. Il se montre en effet, après 1958, partisan du principe du droit à l'autodétermination du peuple algérien et finalement de l'indépendance de l'Algérie, alors même qu'il ne pouvait en méconnaître les conséquences concrètes (comme le massacre d'Oran du 5 juillet 1962) et qu'il s'était aussi servi de la frange la plus radicale des partisans de l'Algérie française pour revenir aux affaires (putsch d'Alger du 13 mai 1958) et des notables musulmans favorables à la France. Le décret du 20 mars 1962 interdisant aux DOM d'Algérie de voter pour ratifier les Accords d'Évian va exacerber leur sentiment d'être abandonnés.

#### Activisme politique

##### Les partisans de l'Algérie Française
Bouleversés par une phrase du général de Gaulle du 4 novembre 1960 sur « la République algérienne, laquelle existera un jour », les Français d'Algérie manifestent leur rupture avec l'option gaullienne de « l'Algérie algérienne » lors du référendum sur l'autodétermination en Algérie du 8 janvier 1961, où le « NON » obtient en Algérie un pourcentage de 18 % des inscrits, proche de celui des Européens dans le corps électoral, et une majorité absolue des suffrages exprimés dans les départements et arrondissements où ils sont concentrés (départements d'Alger et d'Oran, arrondissements de Bône et de Philippeville). Face au désengagement des autorités françaises et en l'absence de mesures concrètes visant à protéger la minorité politique qu'ils représentaient, les pieds-noirs manifestent un soutien massif à l'OAS dans les quartiers européens des villes, et sa politique de terre brûlée et de terreur envers les musulmans nationalistes, ne cédant en rien à celle du FLN. Mais ce soutien est plus fait d'admiration que de participation effective, l'OAS ayant compté à son apogée environ 1 000 hommes armés et 3 000 militants.

##### Les partisans de l’indépendance algérienne
Cependant il convient de nuancer l'engagement politique puisque, de la même façon qu’il y eut beaucoup de musulmans luttant aux côtés des Français du Front Algérie française, il y eut quelques pieds-noirs, plutôt de gauche, qui se sont engagés dans la lutte pour l’indépendance en soutenant le FLN contre l’armée française ; les activistes du Parti communiste algérien (Henri Maillot, Henri Alleg, Maurice Audin, etc.) ou du Mouvement libéral algérien (Pierre Popie et Centres Sociaux Éducatifs). Certains comme Fernand Iveton, un syndicaliste de la CGT, ont intégré le Front de libération national algérien. Il sera exécuté par les autorités françaises, sa demande de grâce étant refusée le 10 février 1957 par le président de la République, René Coty, avec l’accord du garde des Sceaux de l’époque, le socialiste François Mitterrand.
La répression des autorités françaises s’étendra aussi aux avocats des partisans du FLN. Maîtres Grangé, Guedj et Smadja avocat de Fernand Iveton sont eux-mêmes arrêtés et internés sans jugement au camp de Lodi (Lodi s’appelle aujourd’hui Drâa Esmar) avec 130 Européens, dont quatorze avocats ayant défendu des membres du FLN.

##### Les partisans d'une partition de l'Algérie
Certains pieds-noirs, estimant l'Algérie française définitivement perdue, mais cherchant à sauver les meubles se rangeront derrière l'idée d'une partition territoriale (c'est-à-dire accepter la naissance d'un État musulman indépendant s'étendant sur une grande partie de l'Algérie, mais conserver un bout de terre sur une bande littorale en vue d’y regrouper pieds-noirs et musulmans francophiles). Parmi eux, le jeune Jean Sarradet (1937-1962), membre de l'OAS, que le général Jouhaud, un des principaux dirigeants de cette organisation présente ainsi :

« Jean Sarradet, chef des « commandos Z », ne croyait pas aux chances d’une Algérie française unitaire. Il constatait avec amertume que la Métropole ne s’intéressait qu’à la manière dont les rebelles recevraient de ses mains l’Algérie. Le sort réservé aux pieds-noirs lui importait peu. Or, si lui, natif d’Algérie, comprenait le comportement des Musulmans qui se ralliaient au F.L.N. en réclamant leur indépendance, il ne pouvait admettre que ses compatriotes soient contraints à l’exil. Il pensait, d’autre part, que les chefs de l'O.A.S. faisaient fausse route en maintenant l’idée de l’intégrité du territoire. La réalité lui paraissait s’éloigner de plus en plus des clichés du 13 mai. Il en concluait, selon Anne Loesch, qu’il « fallait que la communauté pied-noir soit protégée dans son originalité, qu’elle soit démystifiée, mise en face d’elle-même, et qu’elle cesse d’appeler en vain sa nourrice qui s’en va : qu’elle s’assume, faute de quoi elle sera éliminée. Qu’on nous laisse donc seuls assurer notre défense et notre survie, poursuivait-il. La France veut partir ? Qu’elle parte ! Qu’elle retourne à sa rive, qu’elle s’étourdisse et se dévirilise dans le douillet de son confort et la bêtise de ses chanteurs de twist… Que la France nous laisse seulement le temps de nous organiser et de nous armer. Nous lui offrons en échange la solution immédiate d’un projet épineux ». Qu’était-elle ? La partition. »

Jean Sarradet ayant réussi à entraîner derrière lui les deux tiers des hommes en armes de l'OAS va chercher, à partir de décembre 1961, à négocier cette solution avec le gouvernement français. Mais ce dernier, bien décidé à négocier l'indépendance de l'Algérie avec les seuls représentants du FLN leur opposera le 15 janvier 1962 une fin de non-recevoir, au prétexte qu'« on ne discute pas avec des factieux ». Ce qui fera dire au général Jouhaud, indigné : « On ne traite probablement qu'avec les fellagha ».
Jean Sarradet s'appuyait pourtant sur des promesses réitérées faites par le gouvernement français, telle cette déclaration du Premier ministre Michel Debré, le 12 avril 1960 :

« Il n’y a pas, il n’y aura pas d’abandon. […] On n’enlèvera pas aux Algériens qui veulent vivre librement en Français, qui veulent demeurer citoyens français, ni la possibilité de vivre Français, ni la qualité d’être citoyens français en Algérie. La sécession, en vérité, c’est le partage. Les principes les plus sacrés ne permettent pas qu’il en soit autrement. »

À propos de cette idée de partage, Jacques Soustelle, un des plus célèbres partisans de l'Algérie française, en avril 1960 écrivait ceci :

« Quoi qu’il en soit, l’idée la plus frappante et la plus juste, à laquelle ne peuvent que souscrire tous ceux qui connaissent l’Algérie, c’est que la prétendue indépendance débouche nécessairement sur le partage […]. Le partage serait, de tous les aboutissements possibles, le plus atroce et le plus désespéré à l’exception, bien entendu, de la dictature F.L.N. ou communiste. […] Ce n’est que si les choses en arrivaient au pire que la communauté européenne et les Musulmans réfractaires à la domination du F.L.N. devraient, avec l’aide de la métropole, sauver pour eux-mêmes et pour leurs libertés telles portions du territoire qu’ils pourraient soustraire à la vague totalitaire. »

### Entre le cessez-le-feu et l'indépendance (mars-juillet 1962)
Certains pieds-noirs détruisirent leurs biens avant d'embarquer, en signe de désespoir et de terre brûlée, mais la plupart partirent en laissant intacts leurs patrimoines, leurs cimetières, leur terre natale. Beaucoup, en effet, espéraient que les promesses du gouvernement gaulliste pouvaient être tenues, au moins partiellement, et qu'ils pourraient revenir. Ce gouvernement se contenta d'appliquer unilatéralement les accords d'Évian, en laissant faire le FLN.
Au cessez-le-feu du 19 mars 1962 en Algérie, sont créés les 114 unités de la force locale prévues par les accords d'Évian du 18 mars 1962. Ces 114 unités sont composées de 10 % de militaires métropolitains et de 90 % de militaires algériens, qui pendant la période transitoire, devaient être au service de l'Exécutif provisoire algérien, jusqu'à l'indépendance de l'Algérie.
Dès le mois de juin 1962, les ultras du FLN dénoncent les accords d'Évian, les considérant comme une plate-forme néocoloniale, et ne respectent pas les garanties concédées aux pieds-noirs (et aux harkis) figurant dans les accords d'Évian. Certains Algériens libéraux se félicitaient de l'application de l'amnistie et souhaitaient que les pieds-noirs restent pour les « aider à édifier une Algérie nouvelle » estimant que ceux qui sont partis « avaient le devoir de revenir »,.

#### Camps de réfugiés
Les scènes de dizaines de milliers de réfugiés paniqués campant pendant des semaines sur les quais des ports d'Algérie en attendant une place sur un bateau vers la France devinrent habituelles entre juin et août 1962.
À Oran est créé un camp de réfugiés nommé « Centre Accueil ».

#### «La valise ou le cercueil»
En quelques mois, entre la fin du printemps et septembre 1962, 800 000 Français, Européens et Juifs, quittèrent le pays dans un mouvement de désespoir.
La valise ou le cercueil, slogan de certains nationalistes algériens a résumé par anticipation le sentiment d'abandon total ressenti par cette population. En 1961, la trêve unilatérale ordonnée par le général de Gaulle s'accompagne d'une recrudescence des attentats du FLN, permettant à l'OAS de se présenter comme seul défenseur des Français d'Algérie. Le début de 1962 voit une escalade des terrorismes réciproques, les attentats de l'OAS dépassant à la mi-janvier ceux du FLN qui décroissent en avril et mai. Après le 19 mars, les attentats de l'OAS prennent un aspect aveugle auxquels le FLN prétend répondre par des attaques ciblées sur les commandos de l'OAS, mais qui atteignent finalement tout Européen, quel qu'il soit, notamment par de nombreux enlèvements qui s'accroissent dans la deuxième semaine de mai 1962 : on estime le bilan de l'OAS pendant sa période d'activité à 2 200 tués (dont 85 % de musulmans et 71 tués en France métropolitaine), et également à environ 2 200 les morts (massacre d'Oran et rue d'Isly compris) et disparus définitifs parmi les Français d'Algérie enlevés du 19 mars au 31 décembre 1962. Reprenant en 2011 l'étude des disparus européens de la Guerre d'Algérie, l'historien Jean-Jacques Jordi montre que les enlèvements orchestrés par le FLN et l'ALN après le 19 mars 1962, et, en nombre grandissant, à partir du 5 juillet, n'avaient pas pour enjeu la lutte contre l'OAS, mais pense-t-il, celui de provoquer l'exode massif des pieds noirs.
Du fait de l'insécurité généralisée, la population s'élance dans un exode soudain et massif, dont le pic se situe en mai et juin 1962.
Quelques auteurs nient que cette fuite ait été provoquée par un sentiment d'insécurité, réelle ou supposée, car les pieds-noirs, pourtant largement urbanisés et au terme de sept années de violences et d'incertitudes, n'auraient pas eu connaissance des attentats et des enlèvements, et mettent en avant « leur incapacité à effectuer une réversion mentale […] partager toutes choses avec des gens qu'ils avaient l'habitude de commander et de mépriser. ». Mais on ne compte plus les indices et les déclarations des dirigeants du FLN montrant que celui-ci n’avait nullement l’intention de construire une Algérie indépendante avec les Pieds-Noirs. Exemple : « La vengeance [sera] longue, violente et […] [exclut] tout avenir pour les non-musulmans ». Ces mots sont prononcés par deux hauts responsables du FLN, discutant avec le journaliste Jean Daniel en 1960. Le but d’une telle « vengeance » ? « Redonner à l’islam sa place », précisaient-ils. Dès le début de la guerre d'Algérie d'ailleurs, imaginer un maintien des Pieds-Noirs dans une Algérie indépendante dirigée par le FLN relevait quasiment de l'utopie. Il faut relire cette phrase prophétique écrite par Albert Camus en mars-avril 1958 :

« Ceux qui préconisent, en termes volontairement imprécis, la négociation avec le F.L.N. ne peuvent plus ignorer, devant les précisions du F.L.N., que cela signifie l’indépendance de l’Algérie dirigée par les chefs militaires les plus implacables de l’insurrection, c’est-à-dire l’éviction de 1 200 000 Européens d’Algérie ».

Deux ans plus tôt, le 31 janvier 1956, Camus toujours, conversant avec son ancien professeur Jean Grenier, évoquait en ces termes ce qu’il nomme les « folles exigences » du FLN : « une nation algérienne indépendante ; les Français sont considérés comme étrangers, à moins qu’ils ne se convertissent. La guerre est inévitable ». À Jean Grenier qui lui demande : « Et si la France abandonne tout, comme elle est disposée à le faire ? », Camus répond : « Elle ne le pourra pas, parce que jeter 1 200 000 Français à la mer ne pourra être admis par elle ». Le chef du Gouvernement lui-même, le socialiste Guy Mollet, s’exprimant à l’Assemblée nationale le 9 mars 1956, indiquait : « préparer l’avènement d’un État musulman indépendant d’Algérie […] reviendrait à éliminer la population d’origine européenne ».
Quant au général de Gaulle, Alain Peyrefitte – qui défendait l’idée d’une partition de l’Algérie pour permettre aux Pieds-Noirs de rester dans leur pays – rapporte ce dialogue qu’il eut avec lui en 1961 : « Mon général, lui dit-il, si nous remettons l’Algérie au FLN, ils ne seront pas cent mille [rapatriés], mais un million ! ». À cela, de Gaulle répondra : « Je crois que vous exagérez les choses. Enfin, nous verrons bien. Mais nous n’allons pas suspendre notre destin national aux humeurs des pieds-noirs ! ». « La France n’a pas le droit d’abandonner ceux qui ont cru en elle ! », lui objectera Peyrefitte.
La population d'origine européenne et juive s'est donc massivement réfugiée en France en quelques années : aux 150 000 ayant quitté l'Algérie avant 1962, s'ajoutent les 650 000 pied-noirs qui rejoignent la rive Nord de la Méditerranée avant l'indépendance, plus quelques dizaines de milliers dans les décennies suivantes. En septembre 1962, Oran, Bône, ou Sidi-bel-Abbès étaient à moitié vides. Toutes les administrations, police, écoles, justice et activités commerciales s'arrêtèrent en trois mois.

#### Exode à l'étranger
Une minorité de pieds-noirs, s'estimant trahis par la France, s'est établie en Espagne alors gouvernée par Franco. Elle s'est installée principalement dans la région d'Alicante d'où étaient originaires de nombreux colons d'Oranie.
Une autre minorité s'est établie en Amérique dans des pays tels que le Canada ou l'Argentine. La majorité, 800 000, s'est installée dans l'Hexagone.
Les Juifs d'Algérie ont massivement choisi la métropole (plus de 95 %) et peu sont partis en Israël. Au total, environ 130 000 Juifs d'Algérie sont venus en France.
En cumulant les rapatriés d'Afrique française du Nord, on arrive à un total d'environ 1,5 million personnes, soit environ 3 % de la population française.

### Les pieds-noirs restés en Algérie après 1962
Une proportion non négligeable de Français d'Algérie y sont restés après l'indépendance. Estimés à environ 200 000 personnes en octobre 1962, dont 15 000 des 22 000 colons, ils sont encore 50 000 à 60 000 au 31 juillet 1965. Entre-temps, en novembre 1963, est survenue la nationalisation des biens fonciers des Français, et les clauses des accords d'Évian relatives à la nationalité des Français de droit commun d'Algérie, reprises dans le Code de la Nationalité algérien de 1963 (seule clause des accords intégrée au droit interne algérien), ont reçu une application étriquée, en raison des lenteurs de l'administration, et des réticences politiques : les premières demandes aboutissent en juillet 1963, et au 1er octobre 1963, seize Français ont obtenu la nationalité algérienne, dont huit Français d'Algérie. Mais à cause de la nationalisation des biens en violation des accords d'Évian et sans que le gouvernement Français n'intervienne, 150 000 quittent le pays. À l'échéance finale du 31 juillet 1965, 500 Français auront obtenu cette nationalité, dont 200 nés en Algérie.
Dans les années suivantes, des données très contradictoires ont été avancées : en 1979, le journaliste du Monde, Daniel Junqua estime qu'ils reste dans le pays 3 000 à 4 000 Français d'Algérie, dont la moyenne d'âge est de 70 ans, en 1993, Hélène Bracco estime cette population à 30 000 personnes, et en 2008 des chiffres sont avancés entre 300 (source du consulat de France) et 4 500 (source ADFE Oran). L'historien Benjamin Stora constate à ce sujet : « L’histoire de ceux qui sont restés n’a pas été écrite ».
Cet ultime carré des « pieds-noirs » d'Algérie, fréquemment sollicité par les médias, vivrait bien intégré dans un pays qui peine à s'ouvrir à la pluralité tant politique que culturelle.[réf. nécessaire]

### Situation en France métropolitaine (1962~)

#### Aides gouvernementales à l'installation
Le gouvernement avait estimé à 200 000 ou 300 000 le nombre de rapatriés temporaires en France qu'il qualifiait de « vacanciers » alors que c'étaient des réfugiés. Aussi, rien n'était prévu pour leur arrivée. Beaucoup durent dormir dans les rues à leur arrivée en France, où la majorité n'avait jamais mis les pieds et n'avait ni famille, ni soutien. Certains souffrirent également du ressentiment des métropolitains qui n'étaient généralement pas favorables à la guerre et avaient souffert des appelés morts ou blessés en Algérie. Ils bénéficièrent cependant d'aides à l'installation (qui par contrecoup générèrent des jalousies en Corse qui aida au décollage du nationalisme corse), sauf pour les pieds noirs d'origine corse.
Le gouvernement répond à l'afflux inattendu des exilés en métropole par la création du secrétariat d'État aux Rapatriés ainsi que l'Action sociale nord-africaine. Une allocation de subsistance a été accordée par le Ministère des Rapatriés pour une durée de douze mois à compter du rapatriement en métropole.

#### Villes nouvelles
Les besoins importants en logement pour héberger les rapatriés entraînent la création de villes nouvelles telles Carnoux-en-Provence en 1966,.
Certaines régions (Île-de-France et Provence-Alpes-Côte d'Azur) pratiquent une « discrimination positive », réservant aux arrivants jusqu'à 30 % des places en HLM.

#### Quête des origines

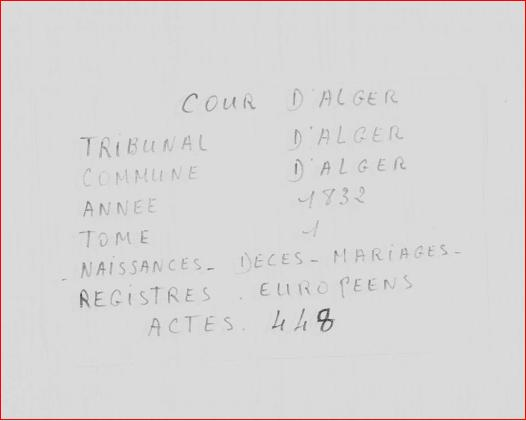
Registre d'état civil d'Alger « Registre Européen » Tome 1 : Naissances-Décès-Mariages de 1832. Une partie des registres d'état-civil des pieds-noirs sont dorénavant consultables en ligne.

À l'indépendance de l'Algérie, le 5 juillet 1962, les autorités françaises laissèrent toutes les archives administratives au nouveau gouvernement algérien. Ce qui signifia pour les pieds-noirs, l'absence d'accès à leurs actes de naissance et autres actes d'état-civil. Certains eurent du mal à prouver leur nationalité française.
Devant l'incongruité de la situation, le gouvernement français décida finalement d'envoyer une mission en Algérie, entre 1967 et 1972, pour microfilmer les registres d'état-civil. Environ 1/3 des actes n'a pu être microfilmé, ce qui explique les problèmes rencontrés face à l'administration jusqu'à aujourd'hui par certains.
Le Centre des archives d'Outre-Mer (CAOM) d'Aix-en-Provence, conserve les archives de l'Algérie comportant tous types d'actes (naissance, décès, mariage, divorce, etc.). En 2003, dans le cadre culturel de « l’année de l’Algérie en France », les registres pieds-noirs numérisés ont été indexés et sont désormais librement consultables sur le site web des Archives nationales d'Outre-Mer (ANOM) ce qui permet aux populations concernées de faire des recherches généalogiques et ainsi retrouver l'identité et l'origine des pionniers :

« De 1830 à 1962 les registres d’état civil dit « européen » ont été établis en deux exemplaires selon la règle métropolitaine. Lors de l’accession de l’Algérie à l’indépendance, ces registres sont restés en Algérie où ils sont conservés. Le ministère des Affaires étrangères a entrepris entre 1967 et 1972 la reproduction sur microfilm d’une partie de ces registres, environ les deux tiers. Certaines communes manquent en totalité et d’autres sont incomplètes. Ce sont ces microfilms qui ont fait l’objet d’une numérisation. À l’initiative du ministère de la Culture, il a été établi en 2003 une base alphabétique des actes de 1830 à 1904, aux noms et prénoms, qui facilite l’accès aux images numérisées. »

#### Racisme
Généralement les pieds-noirs se sentirent rejetés à leur arrivée en France alors qu'ils composaient 25 % de l'Armée d'Afrique en 1944, avec les plus grosses pertes (8 000 tués). Ils eurent à affronter les invectives, notamment de la gauche communiste, qui les caricaturaient comme des colons profiteurs. À l'été 1962, les pieds-noirs désespérés et démunis, arrivés sur des bateaux surchargés, furent reçus, à l'initiative des dockers CGT, par des pancartes hostiles (« les pieds-noirs à la mer ») à l'entrée du port de Marseille. Beaucoup virent leurs conteneurs trempés dans la mer par ces mêmes dockers. 20 % de leurs affaires furent volées.
Malgré les préventions qu'affichaient certains hommes politiques (comme le maire socialiste de Marseille, Gaston Defferre, qui déclarait en juillet 1962 dans La Provence : « Marseille a 150 000 habitants de trop, que les pieds-noirs aillent se réadapter ailleurs ») à l'égard d'une population qu'ils ne connaissaient pas vraiment et cataloguée sur des préjugés comme étant constituée de colons « faisant suer le burnous », d'être raciste, violente et machiste, et dont la structure socioprofessionnelle ne devait pas faciliter l'intégration dans une économie moderne. Jean-Jacques Jordi le démontre très bien dans son livre L’Arrivée des pieds noirs à Marseille.

#### Nom d'emprunt
Concernant l'intégration des pieds noirs d'Algérie en métropole, un phénomène révélateur est à noter. Plusieurs rapatriés d'Algérie, principalement exerçant dans le milieu du spectacle et des médias, de leur propre initiative ou à la suite de la « suggestion » de leur agent ou producteur, masquent leur patronyme réel, dont la consonance pourrait être perçu comme « exotique », par l'utilisation d'un pseudonyme.
Les patronymes concernés sont israélites et espagnols ; des exemples types sont l'écrivain et journaliste Jean Daniel (Jean Daniel Bensaïd) ou l'actrice Françoise Fabian (Michèle Cortes de Leone y Fabianera).

#### Intégration
Les pieds-noirs s'adaptèrent rapidement, et les sombres prévisions du gouvernement français ont été démenties par les faits.
En réalité, la vaste majorité des pieds-noirs appartenait à la classe ouvrière ou à une communauté petite bourgeoise. La population était urbaine à 85 %, composée de petits fonctionnaires, artisans et commerçants, dont le revenu moyen était inférieur de 15 % à celui des Français métropolitains. Le niveau d'instruction dépassait rarement le certificat d'études primaires. 5 % seulement étaient des agriculteurs propriétaires et les très grandes fortunes se comptaient sur les doigts d'une main.
Cependant, après l'âpre accueil reçu, les pieds-noirs s'intégrèrent rapidement, contribuant à l'essor économique des années 1960, notamment dans les régions de Provence, et de Languedoc-Roussillon. Des villes auparavant endormies ont connu un coup de fouet économique qui a contribué à leur dynamisme actuel (Montpellier, Perpignan, Nice, et particulièrement Marseille). Leur intégration en Corse resta plus difficile notamment pour les pieds-noirs se lançant dans l'agriculture.
Les grands ensembles de Sarcelles accueillirent la majorité des pieds noirs venus s'installer en région parisienne.
Les pieds-noirs restent une communauté singulière. Assimilés français dans une France qui n'existe plus, ils ont dû s'intégrer ensuite dans la métropole, souvent hostile à leur égard. Leur numéro d'Insee comporte, pour certains d'entre eux, le numéro initial de leur ancien département de naissance. En 1993, Charles Pasqua voulut imposer le numéro 99 sur leur immatriculation[réf. nécessaire]. Devant le tollé, l'État permit pour les Français d'Algérie qui en firent la demande, le numéro initial de département de naissance : 91 (Alger), 92 (Oran), 93 (Constantine) et 94 (Territoires du Sud).

## Patrimoine culturel

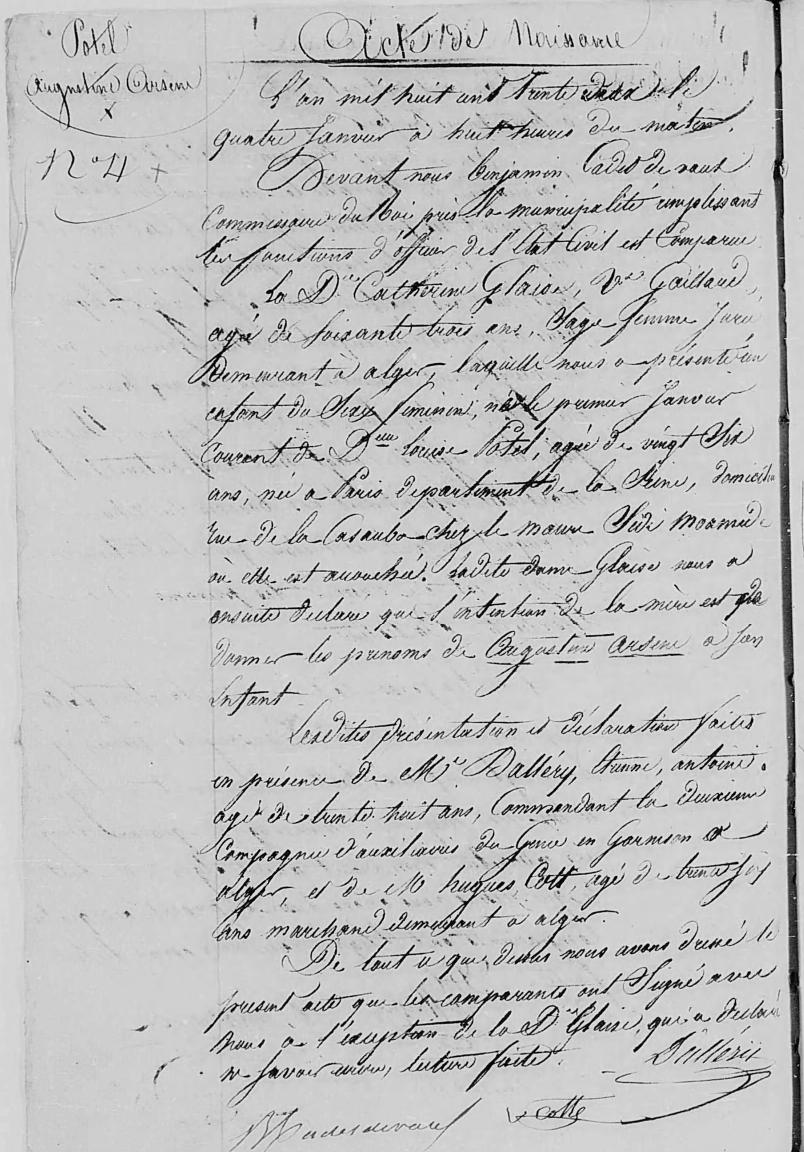
Augustine Arsène Potel est officiellement la première femme pied-noir née en Algérie française. Fille de dame Louise Potel, blanchisseuse originaire de Paris et domiciliée rue de La Casbah chez un maure, Augustine Arsène est née à Alger, le 1 janvier 1832, soit un an et demi après la prise de la capitale de la Régence par les troupes françaises. Le nourrisson décède le 17 juillet de la même année, la mortalité infantile est élevée chez les colons européens.

### Extinction des pieds-noirs
Si l'on s'en tient à la définition du dictionnaire Larousse qui fixe les limites chronologiques de 1956 et 1962 à l'attribution de la dénomination pieds-noirs aux « Européens » d'Afrique du Nord, alors l'« extinction définitive » du groupe ethnique – à considérer qu'il s'agisse d'un groupe ethnique, point non explicitement exprimé par le Larousse et pourtant vérifié par l'Histoire – est programmée pour l'horizon 2082 ; cette estimation adopte la fourchette la plus large en prenant l'exemple d'un enfant pied-noir né en Afrique du Nord en 1962 – et y ayant vécu quelques mois avant l'indépendance – et bénéficiant d'une durée de vie de 120 ans.
En Algérie, il y avait en 1962, 510 cimetières chrétiens et israélites, communaux et confessionnels. En 2010-2012, une quarantaine de cimetières furent regroupés, et il en reste au moins 260 répartis sur une surface de 509 km2 (542 km2 avant 2010). La plupart des cimetières sont dégradés du fait de l'usure du temps, et parfois, par des faits de vandalismes isolés ou des profanations systématiques du GIA, mais surtout par l'absence d'entretien (pour le plus grand nombre). Une politique de regroupements des cimetières les plus dégradés est en cours depuis les années 2000, et vise à transférer de petits cimetières vers de plus grands, en zones urbaines, dans des ossuaires. Les terrains relèvent de la souveraineté algérienne, et sont donc des zones foncières, et en aucun cas des enclaves ou possessions françaises, car les terrains relèvent des communes de l'État algérien.
Le plus grand est le cimetière Saint-Eugène d'Alger. Selon les accords d'Évian, la France est chargée de l'entretien des cimetières, et deux millions d'euros sont alloués par l'État français par an (ministère des Affaires étrangères). Sur ce point la France n'a pas respecté les accords d'Évian d'où le renforcement du sentiment d'abandon et d'exil des pieds noirs, en dépit d'actions d'associations de rapatriés pour la sauvegarde des sépultures (400 000).

### Culture pied-noire

#### Creuset méditerranéen
Au-delà de la communauté pied-noir, celle des rapatriés qui sont appelés à disparaître dans la deuxième partie du XXIe siècle, subsiste un patrimoine culturel pied-noir fondé sur un métissage spécifique des cultures méditerranéenne, européenne, catholique, séfarade et orientale ; les sociétés coloniales d'Afrique française du Nord étant démographiquement et civiquement inégales, mais mixtes (excepté la période vichyste de l'AFN de 1940 à 1943) et non basée sur l'acculturation (voir Aborigènes d'Australie) ou sur un régime d'apartheid tel que celui instauré par les colons européens (dont des Français huguenots) en Afrique du Sud, où ils se sont par ailleurs maintenus.
En 1843, le saint-simonien Prosper Enfantin, décrit cette spécificité de la colonisation française par rapport aux méthodes anglaise et espagnole - entre autres - dans son ouvrage Colonisation de l'Algérie :

« il ne s'agit plus de dépouiller ou d'exterminer des peuples, ni de leur donner des chaînes, mais de les élever au sens de la civilisation, d'association, dont nous fûmes toujours les représentants les plus généreux, et je dirai aussi les plus persévérants […]. Le mot de colonisation ne représente donc pas pour moi l'idée […] que devaient en avoir les Anglais de la compagnie des Indes, ou les Anglo-Américains exterminateurs des Peaux-Rouges, ou bien les Espagnols ou les Portugais, lorsqu'ils ravageaient, à la suite de Colomb et de Vasco de Gama, les Indes Occidentales, et Orientales. »

#### Mémoire recomposée
Cette culture méditerranéenne se manifeste, essentiellement depuis l'exil et les années 2000 amorçant l'extinction des pieds-noirs, par la parution d'ouvrages consacrés à l'histoire des pieds-noirs, gage d'une volonté de conservation du patrimoine, mémoire de 132 ans de présence française en AFN,, mais également à « la cuisine pied-noire », recensant les « recettes de grands-mères »,,, « le parler pied-noir », recueilli dans des lexiques d'« expressions de là-bas »,.

#### Cuisine pied-noire
Le chef Léon Isnard distingue trois cuisines d'Afrique du Nord et par delà trois cultures, « arabe, juive et pied-noir ». Selon lui, les recettes pied-noires « rassemblent des plats venus de Languedoc et de Provence, d'Espagne et d'Italie, mêlant paellas, gaspachos, méchouis, brochettes, grillades, arrosés de blancs de Tlemcen, de rouges de Mascara ou de gris de Boulaouane. Dans les faits, la cuisine pied-noire regroupe des recettes des trois cultures. Les dernières grands-mères survivantes, savent à la fois faire la chorba, la daube, le couscous ou la salade juive ».

#### Pataouète

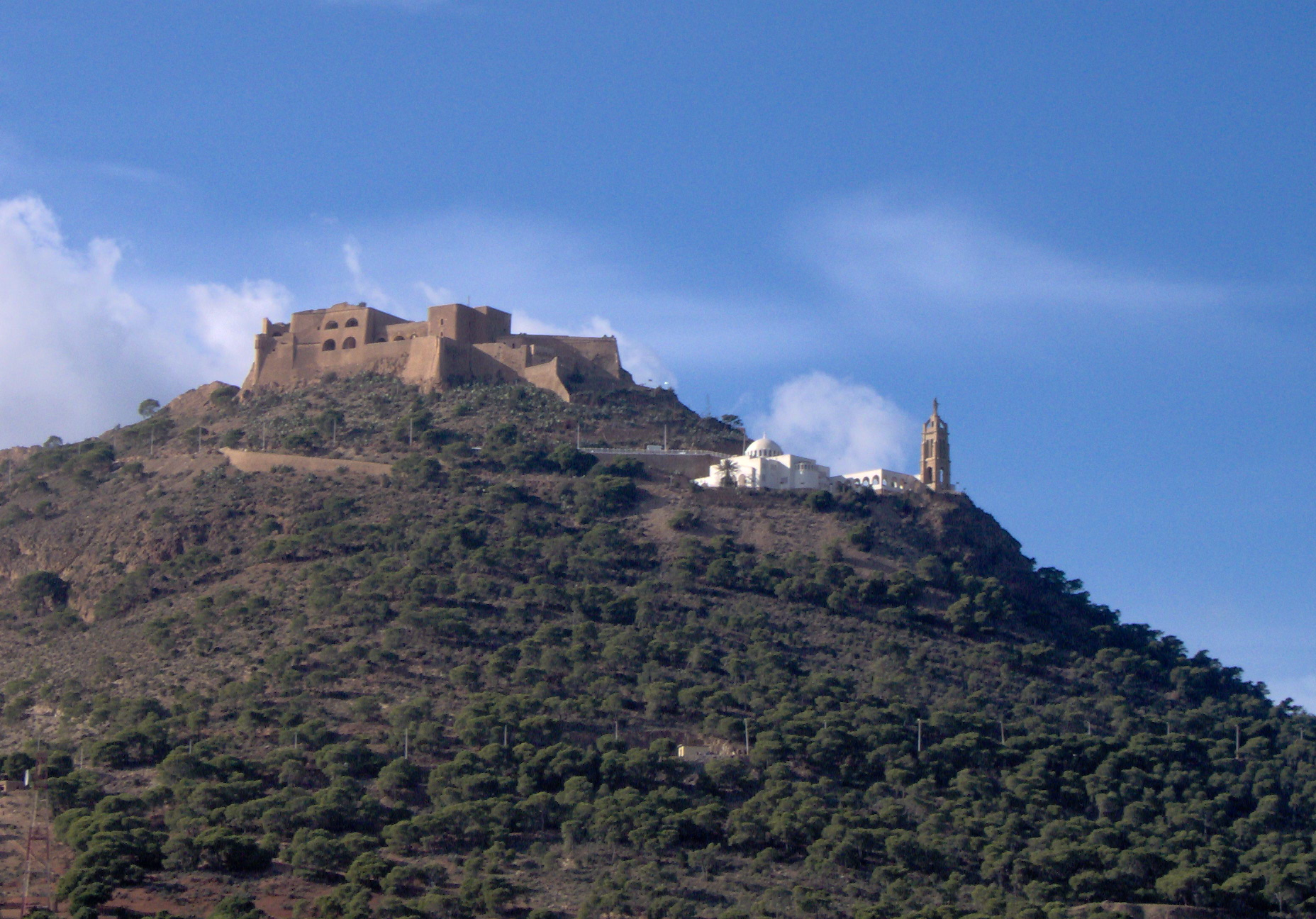
À Oran, le fort de Santa Cruz, datant des présides espagnols (1509–1790), surplombe la chapelle Santa Cruz, érigée de 1850 à 1959 par les catholiques d'Oranie. La ville d'Oran et la province de l'Oranie sont caractérisées par une forte influence culturelle espagnole qui s'explique essentiellement par leurs emplacements géographiques proches des côtes espagnoles.

Selon le dictionnaire Larousse, le « pataouète » est le « parler populaire des Français d'Algérie ». L'étymologie de « pataouète » est incertaine. Pour le Trésor de la langue française informatisé (TLFI), « pataouète » est « probablement issu, à la suite d'une série de déformations, de Bab-el-Oued, nom du quartier populaire européen d'Alger où ce parler a pris naissance ». Cette étymologie est celle retenue par Larousse. Le TLFI en attribue la paternité à Roland Bacri. Le TLFI cite Aimé Dupuy, Ferdinand Duchêne, André Lanly et Roland Bacri. En effet, Dupuy note ‹ Bablouette › comme prononciation familière de Bad El Oued ; Duchêne, ‹ pap(a)louette ›, un habitant de ce quartier ; Bacri, Papa-Louette, titre d'un journal satirique paru à Alger en 1905. Mais Bacri propose une étymologie alternative. Il tire « pataouète » de « louette », lui-même issu de l'arabe lahoued (« malin, dégourdi »), associé à celui de « papa » dans le titre du journal précité, Le Papa Louette, qui paraissait en pataouète. Des auteurs rejettent cette étymologie, la jugeant peu sérieuse. En effet, comme le note le TLFI, « pataouète », attesté dès 1898 sous la graphie ‹ pataouet › et en 1906 sous la graphie de ‹ pataouette ›, a d'abord désigné les immigrés espagnols récemment arrivés en Algérie. Le permet « patouète » serait la déformation phonétique française du mot catalan « patuet », lui-même diminutif de « patuès » et ayant pour origine étymologique « patois » ; la signification exacte de pataouète (ou « pataouette ») serait donc « petit patois ». Il mélange des éléments de langage : français, arabes, italiens et espagnols.
Le pataouète est une des dernières incarnations du sabir, autrefois parlé sur toutes les côtes méditerranéennes, et il constitue un parler spécifique à l'Algérie. Bien que sa structure soit majoritairement issue du français (la langue officielle), les apports catalans, italiens, occitans et castillans, généralement importés par les colons originaires de ces régions ou directement repris du sabir, sont très présentes. Les langues locales, arabe dialectal et kabyle sont elles aussi présentes dans ce parler.
Des exemples typiques du parler pied-noir incluent les fameuses interjections, « popopopopo ! », « la purée de nous'aut'es ! » et sa variante « la purée de toi ! », ou bien encore les verbes « péguer » et « rouméguer » qui sont tous deux dérivés de l'occitan, mais aussi les expressions « à voir si… » et « faire marronner » qui elles sont des tournures dérivées du catalan et du castillan.
À ce propos, certains mots espagnols passent directement dans le langage courant, en particulier dans le domaine culinaire, tel le « chumbo » qui désigne la figue de Barbarie ou la « kémia » qui est une sorte d'amuse-gueule caractéristique. À noter que certains noms d'aliments en catalan et castillan sont utilisés comme insulte ou juron servant à ponctuer une phrase exprimée en français ; par exemple respectivement « nyora » (prononcé « gnorra ») qui n'est autre qu'un poivron et « leche ! » (prononcé « létché ») qui désigne le lait. Des mots tels que la « popa », c'est-à-dire la poupe, et qui est employé pour désigner de manière métaphorique, et dans une certaine mesure poétique, le postérieur féminin, dénotent un sociolecte particulier, ici celui des marins et pêcheurs espagnols.
Des exemples de jurons significatifs en français d'Algérie sont « punaise ! » (similaire à « la purée ») et, dans un registre nettement plus blasphématoire, « la con de Manon ! » et sa variante « la con de ta sœur ! » ainsi que la forme contractée « d'ta mèr' ! » (voir sa version contemporaine « ta mère »). Dans un registre moins ordurier et plus métaphorique, citons « margaillon », qui désigne un palmier nain, et est employé dans le même sens que son homophone métropolitain merdaillon, c'est-à-dire à l'encontre d'un « morveux ». Il arrive qu'une expression soit composée de deux mots venant de langues différentes, à l'image de « malafatche » du catalan / castillan « mala » et du provençal (occitan) « fatche » et qui signifie « sale gueule ».
En outre, ce parler souvent imagé se caractérise par des intonations typées et une gestuelle particulières, influencé par les Arabes et les Italiens,, ainsi qu'un volume sonore plutôt élevé.

#### Sous-culture
À noter la présence d'une sous-culture pied-noire issue des spécificités du peuplement de l'Oranie (proche de l'Espagne) par rapport à l'Algérois (proche des Baléares et de la Corse) et au Constantinois (proche de la Sardaigne, de Malte et de l'Italie), avec un parler et un accent particulier, et une « rivalité » empreinte de chauvinisme entre Alger la capitale et Oran seconde ville la plus peuplée et plus important foyer démographique européen.
Cette rivalité entre les deux métropoles peut être comparée à celle qui oppose Paris à Marseille et est finalement assez fréquente puisqu'on la retrouve aux antipodes, et dans une tout autre culture, avec le duo Tokyo-Osaka.

### Représentation dans la culture populaire

#### Dans la comédie et le cinéma

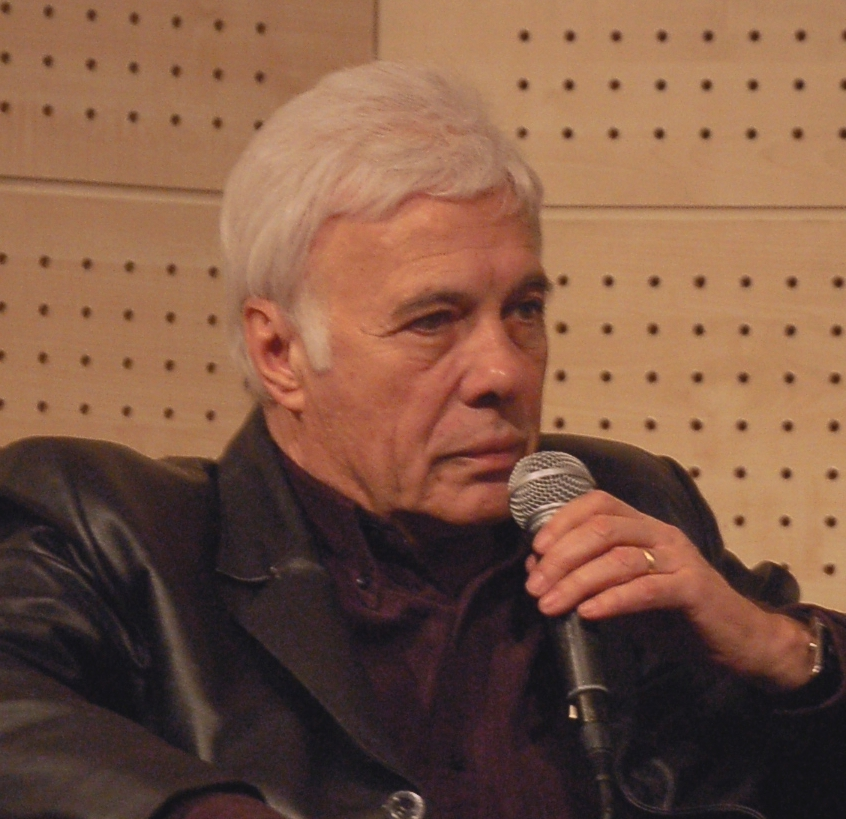
L'humoriste et comédien de la communauté pied-noire européenne Guy Bedos a contribué à l'édification de stéréotypes. C'est le cas de célèbres scènes comiques interprétées dans les années 1960 à 1970 dont Vacances à Marrakech.

De ce patrimoine culturel spécifique découle une représentation du pied-noir dans la culture populaire française avec particulièrement un « humour pied-noir » caractérisé par un accent, un phrasé et une gestuelle comme l'atteste l'humoriste israélite installé à Marseille Alain Kakou (plus connu sous le pseudonyme d'Élie Kakou). Ce dernier, bien que né en Tunisie quatre ans après le rapatriement des Français à la fin du protectorat, se définit lui-même comme pied-noir. Il est fameux, entre autres pour son incarnation d'un personnage pied-noir, madame Sarfati, caricature et imitation d'une grand-mère de la communauté israélite séfarade ; les origines du comédien. Dans ce registre du rôle de composition et de l'imitation par des non-rapatriés citons également le cas de l'humoriste Florence Foresti et son personnage Myriam, belle-mère de la communauté israélite séfarade ou bien encore Jacques Martin imitant un guitariste d'Enrico Macias en 1968 ou Pascal Sellem imitant l'accent pied-noir en 1991.
Parmi les précurseurs les plus connus se trouvent des humoristes et comédiens pieds-noirs authentiques, tels Roger Lévy (alias Roger Hanin) et Robert Moyal (alias Robert Castel) en duo avec sa femme Lucette Sahuquet, tous natifs d'Alger et pour les deux premiers, issus de la communauté israélite séfarade de l'Algérois.

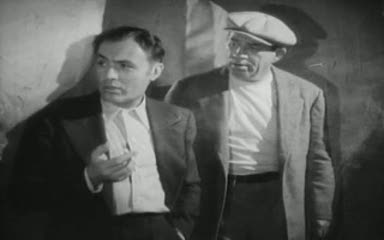
Deux pieds-noirs européens de la casbah d'Alger vus par Hollywood en 1938 dans l'adaptation américaine de Pépé le Moko. À gauche, l'acteur français Charles Boyer (Pépé Le Moko, « Français de France ») et à droite l'acteur pennsylvanien Stanley Fields (Carlos, « Français d'Algérie »).

Depuis le XXe siècle, la popularité du cinéma contribue grandement à façonner les stéréotypes du pied-noir dans l'imaginaire collectif. Ainsi dès 1937, le film Pépé le Moko avec Jean Gabin et René Bergeron produit une des premières représentations des pieds-noirs dans ce média, suivi de son adaptation hollywoodienne Casbah (1938) avec Charles Boyer, puis c'est au tour de Casablanca (1942) avec Humphrey Bogart. Avant le rapatriement, radio Alger où l'oncle de Guy Bedos animait une émission et la famille Hernandez avec ses tournées en métropole commencent à populariser l'accent.
Depuis la période de l'exil de 1962, le premier film à parler de cette communauté est Le Coup de sirocco, d'Alexandre Arcady 1979, sans exclusive religieuse où tous les Français d'Algérie se sont reconnus. Ensuite, le personnage du pied noir est essentiellement abordé à travers la communauté particulière du « Juif pied-noir », c'est le cas du film policier Le Grand Pardon (1981) et sa suite Le Grand Pardon 2 (1992) avec Roger Hanin, Richard Berry, Jean-Pierre Bacri et Gérard Darmon, puis plus tard les comédies La Vérité si je mens ! (1997) et La Vérité si je mens ! 2 (2001) avec entre autres Richard Anconina, Vincent Elbaz, José Garcia, Bruno Lassalle (dit Bruno Solo) et Élie Kakou. Ces derniers films très proches de la caricature.
Moins représentée, la communauté pied-noire « européenne » comprend néanmoins des comédiens et humoristes célèbres tels Guy Bedos (natif d'Alger mais ayant grandi à Bône dans le Constantinois puis en métropole) et Marthe Villalonga (née à Fort de l'eau en périphérie d'Alger). À noter que, bien qu'étant de culture européenne et catholique, ces acteurs interprètent souvent le personnage du pied-noir dans un rôle de composition quand il s'agit de la caricature de l'israélite séfarade, comme l'atteste Marthe Villalonga qui, à propos de son interprétation du personnage de Mouchy, mère de Simon (Guy Bedos) dans Nous irons tous au paradis en 1977, aurait déclaré « Je ne suis ni mère, ni juive ! ». Ces propos sont à mettre en parallèle avec les sketches de Guy Bedos, en particulier Je m'appelle Simon Bensoussan (1989) où il interprète « l'histoire d'un séfarade tellement écartelé entre ses origines qu'il se défini[t] comme un territoire occupé », se plaint de l'antisémitisme et du racisme de métropolitains catholiques, « un peu cons » (dit-il), et qui place sur un pied d'égalité « lorsque les soldats allemands envahissaient la France » et « quand l'armée française occupait l'Algérie » (1940-1945) ; ce dernier effet comique repose sur un amalgame audacieux, les habitants des départements français d'Algérie étant français depuis l'ordonnance royale du 24 février 1834, il ne s'agit donc pas d'occupation fait politique qui concerne nécessairement une puissance étrangère, mais il s'agit de colonisation. Il part en métropole à l'âge de 15 ans en 1949. Dans les années soixante, celles de sa période du duo comique qu'il formait avec sa compagne d'alors Sophie Daumier (non pied-noire et originaire de métropole), il exploite déjà cette thématique ; notamment dans Vacances à Marrakech (circa 1960-1970) qui décrit un couple de Français moyens, néo-colonialiste, raciste et partisan de l'apartheid. À ses débuts, les scènes comiques de l'artiste sont plutôt consacrées à des personnages pied-noirs israélites séfarades comme dans English spoken (Le retour de Londres) et Pauvre gosse. En 1976, Guy Bedos déclare « je me sens tout de même plus proche d'Albert Camus que d'Enrico Macias ».

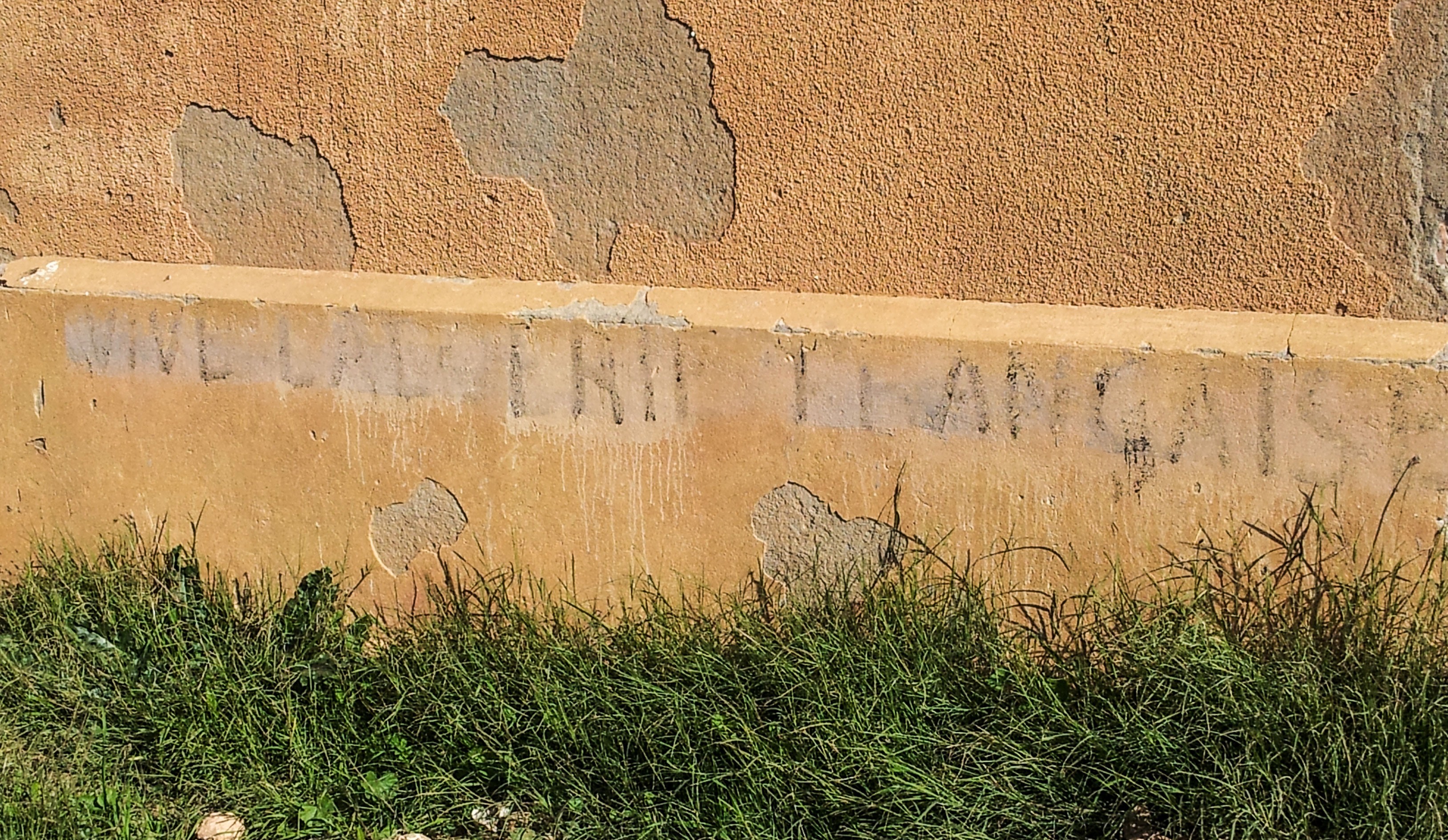
14 décembre 2012 à Djidioua, ex-Saint-Aimé (Algérie) : inscription murale indélébile réalisée durant les dernières années de la présence française en Algérie, du slogan « Vive l'Algérie française ».

Parmi les célèbres humoristes et comédiens de cette communauté européenne mais issus d'une génération plus récente, sont notables deux pieds-noirs natifs d'Alger bien qu'ayant essentiellement grandi en métropole comme Guy Bedos mais après la guerre d'Algérie et le rapatriement, Didier Bourdon (les Inconnus) et Bruno Carette (les Nuls). Le second restant fameux pour son personnage de « Super-Pied-Noir », parodie de super-héros, et ayant comme partenaire Alain Chabat (natif d'Oran) issu de la même génération mais originaire de la communauté séfarade. Pendant de longues saisons, Roger Hanin incarna le commissaire pied-noir Navarro à la télévision.

#### Dans la publicité

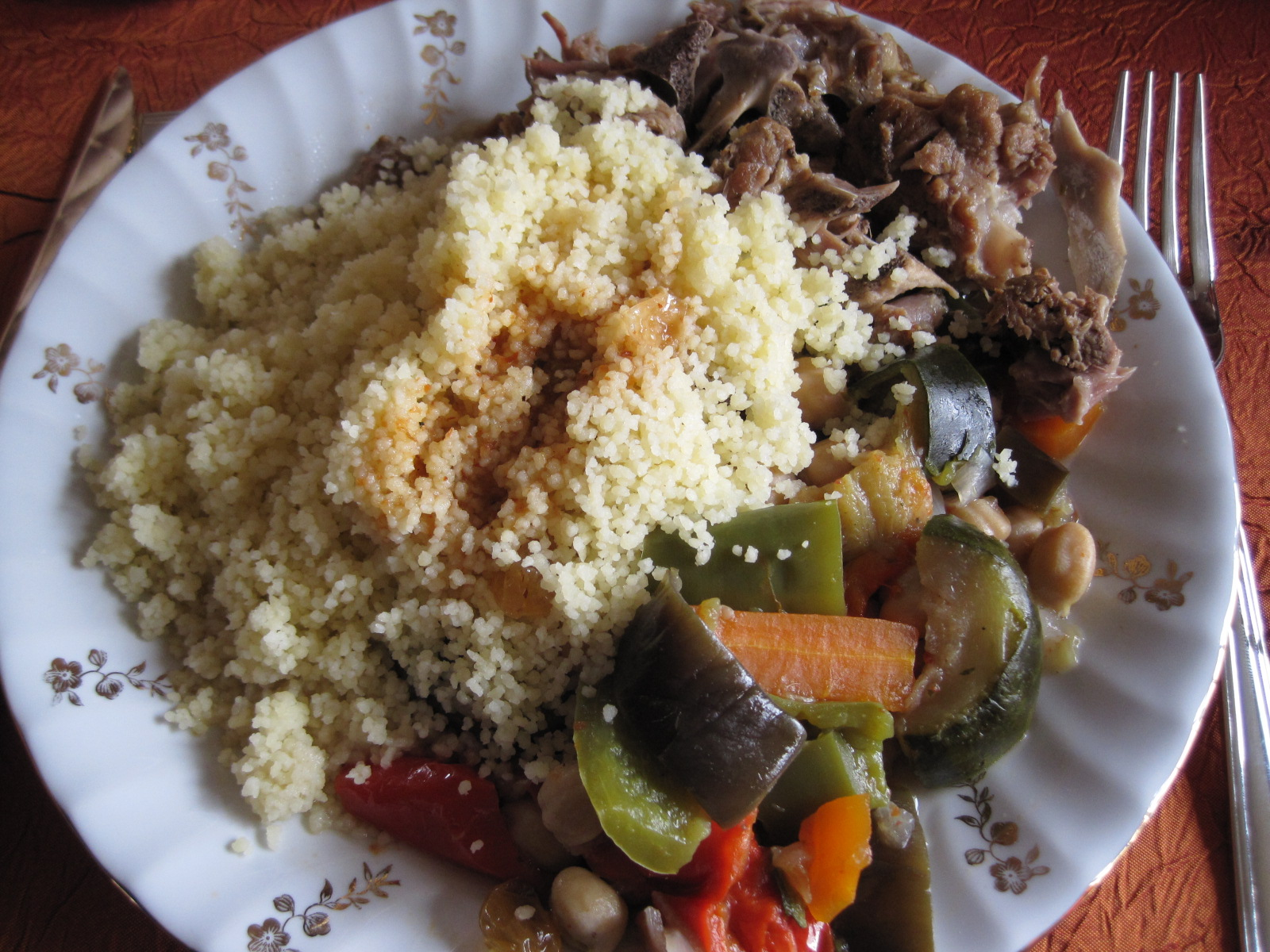
Plat de couscous revu par un pied-noir.

Mis à part l'humour pied-noir, la représentation du pied-noir dans la culture populaire passe aussi par la cuisine pied-noire et une spécialité berbère associée, probablement transmise aux européens par les israélites et les kabyles, le couscous. Dans les années 1980, le personnage du pied-noir, là-aussi israélite séfarade, est donc utilisé par les publicitaires dans la commercialisation d'ingrédients associés à ce plat culinaire oriental (semoule dont sont produits les fameuses « boulettes » et épices) telle la marque Amora ou Garbit dont l'accroche est restée fameuse, « couscous Garbit, c'est bon comme là-bas dis ! ».
Une autre spécialité, celle-là de tradition espagnole, la merguez qui peut accompagner le couscous ou se consommer à l'occasion de grillades, est également associée au pied-noir dans la réclame publicitaire. La merguez reprend la fabrication du chorizo appelé soubressade mais au lieu de porc, on y met de l'agneau.
D'autres inventions gastronomiques pieds-noirs célèbres : Orangina (créée à Miliana et Boufarik), les anisettes Gras, Limiñana (Cristal). Les communautés se sont aussi échangées entre elles les recettes des mantecados, la Mouna (ou Mona), de la calentica ou de la tchoutchouka (frita).

#### Dans l'industrie
L'Afrique du Nord est la zone de naissance :
- de découvertes extrêmement importantes dans le domaine de la médecine : études sur les infections ophtalmologiques tropicales par Raymond Féry. Études et traitement du paludisme et de la malaria par Alphonse Laveran alors en poste à l'hôpital militaire de Constantine. Installation de l'Institut Pasteur en Algérie sous l'impulsion d'Émile Roux et mise en place par Edmond et Étienne Sergent, durant toute la première moitié du XXe siècle, d'une doctrine posant les bases de la lutte antipaludique en Afrique du Nord et grâce à eux, découverte de nombreux traitements pour lutter contre les maux endémiques touchant la population d'Algérie et son bétail. Ils participent ainsi à sauver de nombreuses vies et favorisent le développement de l'Algérie. Autres découvertes rendues possibles grâce à la création de centres de l'institut Pasteur à Casablanca, Tanger et Tunis dès le début du XXe siècle. C'est d'ailleurs à Alger qu'il y a eu la première conférence mondiale sur le paludisme, en 1832 ;

- d'Orangina ;
- du Selecto ;
- de la bière 33 Export ;
- de certaines techniques de vinification qui seront employées en métropole après le rapatriement ;
- de l'industrie du cirque, avec Zavatta et le Cirque Amar ;
- de la création de la clémentine, grâce à un religieux, le frère Clément ;
- des techniques pétrolifères et gazières, grâce aux exploitations d'Hassi Messaoud et d'Hassi R'Mel ;
- des techniques nucléaires, inaugurées en Algérie ;
- de la construction automobile dite « tropicalisée », utilisée ensuite par Berliet et Citroën (notamment lors de la Croisière noire) ;
- des techniques géologiques et minières, inaugurées par Conrad Kilian, qui en perdit même la vie ;
- de techniques d'irrigation, notamment au Maroc, qui seront utilisées par la Compagnie d'aménagement du Bas-Rhône et du Languedoc, entre autres ;
- de la peinture orientaliste en général ;
- d'un certain art de chansonniers ;
- d'étude du comportement et prévention des nuages de criquet pèlerin (appelés à tort « sauterelles » depuis l'Antiquité).

#### Dans le sport
On peut évoquer les matchs de foot entre les différents clubs comme le Racing universitaire d'Alger, l'Olympique Hussein-Dey, l'Association sportive de Saint-Eugène, le Gallia Sports d'Alger, l'Étoile sportive de Kabylie, le Sporting-Club Universitaire d'El Biar ou le Sporting Club de Bel-Abbès.
Toutefois, l'Algérie était en avance sur le sport métropolitain grâce au creuset culturel et à l'insouciance politique des sportifs pieds-noirs. Ainsi, le Tir-Club de Sétif devient le premier club de sport mixte homme-femme de France.
Mais le club phare de l'Algérie était sans doute le Racing Universitaire d'Alger (RUA). Ce club omnisports géraient différentes disciplines comme l'escrime, la natation, l'athlétisme, le football et la gymnastique. De nombreux athlètes métropolitains comme Alain Mosconi ou Jean Boiteux prirent leur licence au RUA – ou dans un autre club algérien –, préférant en effet s'entraîner en Algérie plutôt qu'au très parisien Racing Club de France.
Les sports dans lesquels les pieds-noirs brillaient étaient :
- la natation ;
- la boxe ;
- le tennis ;
- l'athlétisme ;
- le football ;
- le volleyball.

D'ailleurs, à la suite du rapatriement, les pieds-noirs ont contribué au développement de ces sports en métropole, le volleyball féminin en devenant presque une marque de fabrique dans le Sud de la France. Quant au football, la présence des pieds-noirs est encore importante de nos jours, aussi bien chez les joueurs fils de pieds-noirs que dans l'encadrement des clubs.
Curieusement, peu de pieds-noirs se sont mis au rugby à XV alors qu'ils vivaient dans des régions propices à ce sport[réf. nécessaire]. Citons Karl Janik, Christian Labit, les frères Francis et Émile Ntamack qui ont au moins un parent pied-noir, mais proportionnellement, les harkis ont sorti plus de rugbymen de haut-niveau que les pieds-noirs : Kader Hammoudi, Bernard Goutta, Farid Sid et Karim Ghezal par exemple.
Avec le football, la boxe est aussi sans contestation le sport qui brassait la plus large population d'Afrique du Nord. D'ailleurs, l'Algérie de la période coloniale a sorti un grand nombre de champions dans ces sports, et de toutes les communautés le plus célèbre étant Marcel Cerdan.

#### Dans l'art tauromachique
La tauromachie a existé en Algérie à l'époque coloniale. Oran était réputée pour ses arènes où se déroulaient de nombreuses corridas très prisées par la population espagnole de la ville. La tauromachie serait arrivée en Afrique du Nord sous l'impulsion de l'Impératrice Eugénie, à un moment où elle a décidé le développement des villes importantes d'Outre-mer. Cette période est concomitante au plan d'urbanisation du baron Haussmann dans les colonies (Alger, Oran, Nouméa, Saint-Louis, etc.).
De nos jours, les seules arènes d'Afrique du Nord sont celles de Ceuta et Melilla.
Sous l'impulsion du torero Pied-noir Paquito Leal, des écoles de tauromachies se sont ouvertes en métropoles, où de nombreux fils de harkis s'illustreront ensuite, comme Mehdi Savalli.

#### Autres
- Michèle Assante et Odile Plaisant, « Origine et enjeu de la dénomination "pied-noir" », Langage et société, no 60,‎ 1992, p. 49-65 (lire en ligne)
- René Mayer, Dictionnaire biographique des Français d'Afrique du Nord : Ce qu'ils sont devenus…, 2005

#### Documents officiels
- Archives nationales du ministère de la Culture français - Territoire d'outre-mer (Algérie) — Registres d'état civil numérisés (et consultables en ligne) - 2009
- Archives du ministère de la Défense français - Mémoire des Hommes - Les morts pour la France de la guerre 1914-1918 (Afrique) - Actes de décès numérisés et consultables en ligne - 2010
- Archives du ministère de la Défense - Mémoire des hommes - Morts de la Seconde Guerre mondiale